# 加茂岩倉遺跡

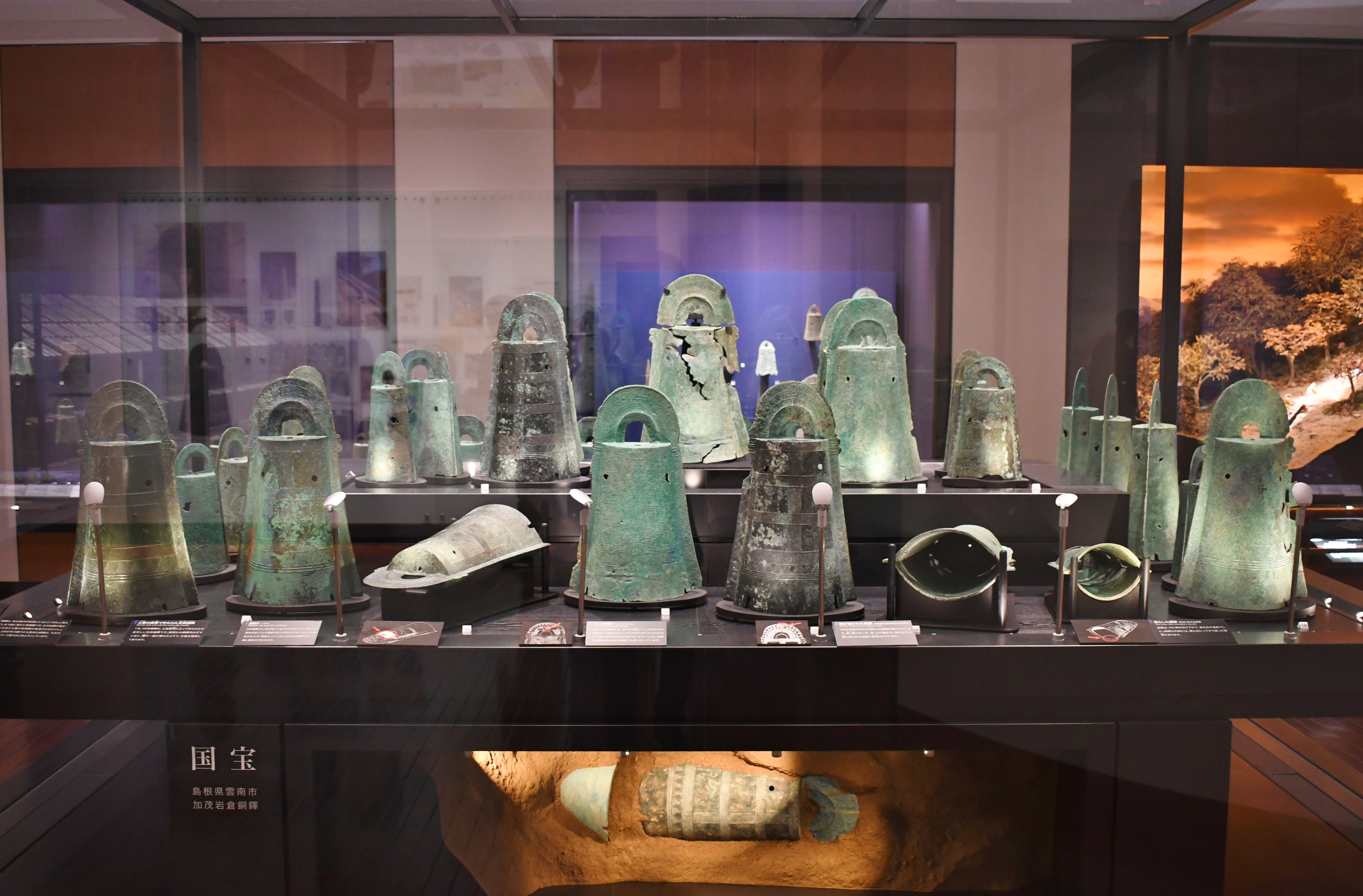
加茂岩倉遺跡出土銅鐸（国宝）島根県立古代出雲歴史博物館展示。

加茂岩倉遺跡（かもいわくらいせき）は、島根県雲南市加茂町岩倉にある弥生時代の遺跡。国の史跡に指定され、出土銅鐸は国宝に指定されている。
座標: 北緯35度21分36.5秒 東経132度53分0.6秒 / 北緯35.360139度 東経132.883500度

## 概要

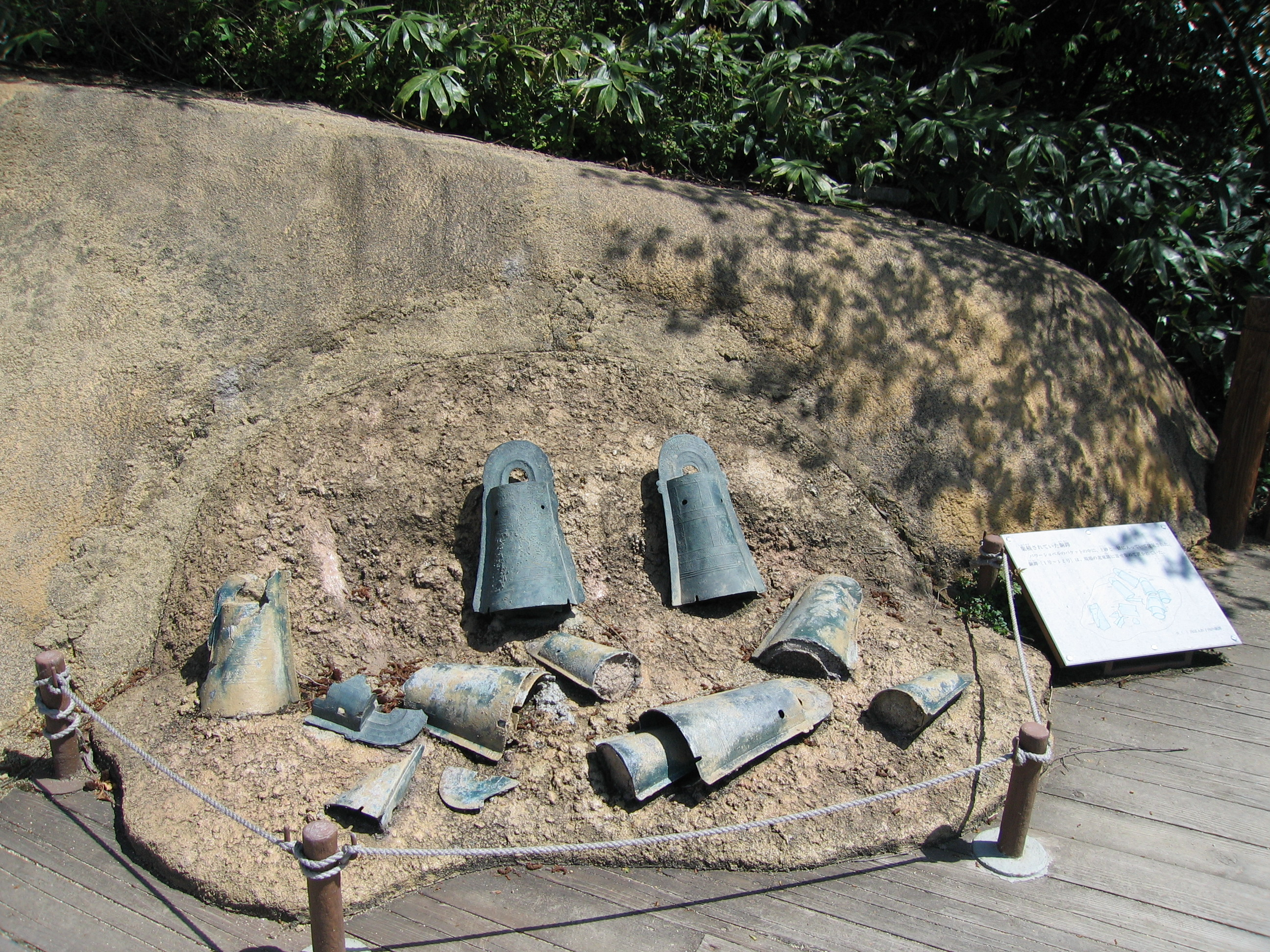
銅鐸の埋葬状態の復元展示

1996年（平成8年）10月14日、加茂町（現雲南市）岩倉の丘における農道建設工事中に発見された遺跡である。10月14日午前10時頃、重機による掘削中に突然異様な音がしたため、直ちに重機を止めた運転者が「誰がポリバケツをこんなところに埋めたのか」と考えつつ近づいたところポリバケツではなく銅鐸を発見した。
当時加茂町では、町長の速水雄一（後に雲南市長）のもとで学問と教育の里というテーマで町おこしを行っており、町役場にただちに遺跡発見の連絡が入った。正午前に知らせを受けた加茂町教育委員会では職員が現地に急行し、掘り出された銅鐸とまだ土中に埋まったままの銅鐸を確認、作業の中止と現状を変更することのないよう指示した。午後6時、町文化ホールで緊急の記者会見を行い、マスコミを通じて全国に発見が伝えられた。翌15日、「加茂岩倉遺跡」と命名された。
1996年（平成8年）より1997年（平成9年）の2年間にわたり、加茂町教育委員会と島根県教育委員会により発掘調査が行われた。その結果、一か所からの出土例としては日本最多となる39口の銅鐸が発見された。これまで一ヶ所の出土例で最多だった滋賀県野洲町大岩山遺跡における24個の出土例を大きく更新した。1999年（平成11年）に遺跡は国の史跡に指定。出土した銅鐸39口は同じ1999年に国の重要文化財に指定され、2008年（平成20年）7月に国宝に指定された。これらの銅鐸は国（文化庁）が所有し、島根県立古代出雲歴史博物館に保管されている。
発見時に重機が直ちに停止されたことも幸いし、当初の埋納状態がよく残されており、配置などの詳細な学術情報が研究者にもたらされた。また、1997年度（平成9年度）の調査では、銅鐸が埋められていた坑から3メートル離れた場所に別の坑も発見されたが、こちらからは遺物が全く出土しなかった。
遺跡は358本の大量の銅剣が出土した荒神谷遺跡と約3kmしか離れておらず、両遺跡から出土した銅鐸に共通して「×」印の刻印があることから、両遺跡の関係性が注目されている。

## 出土品銅鐸

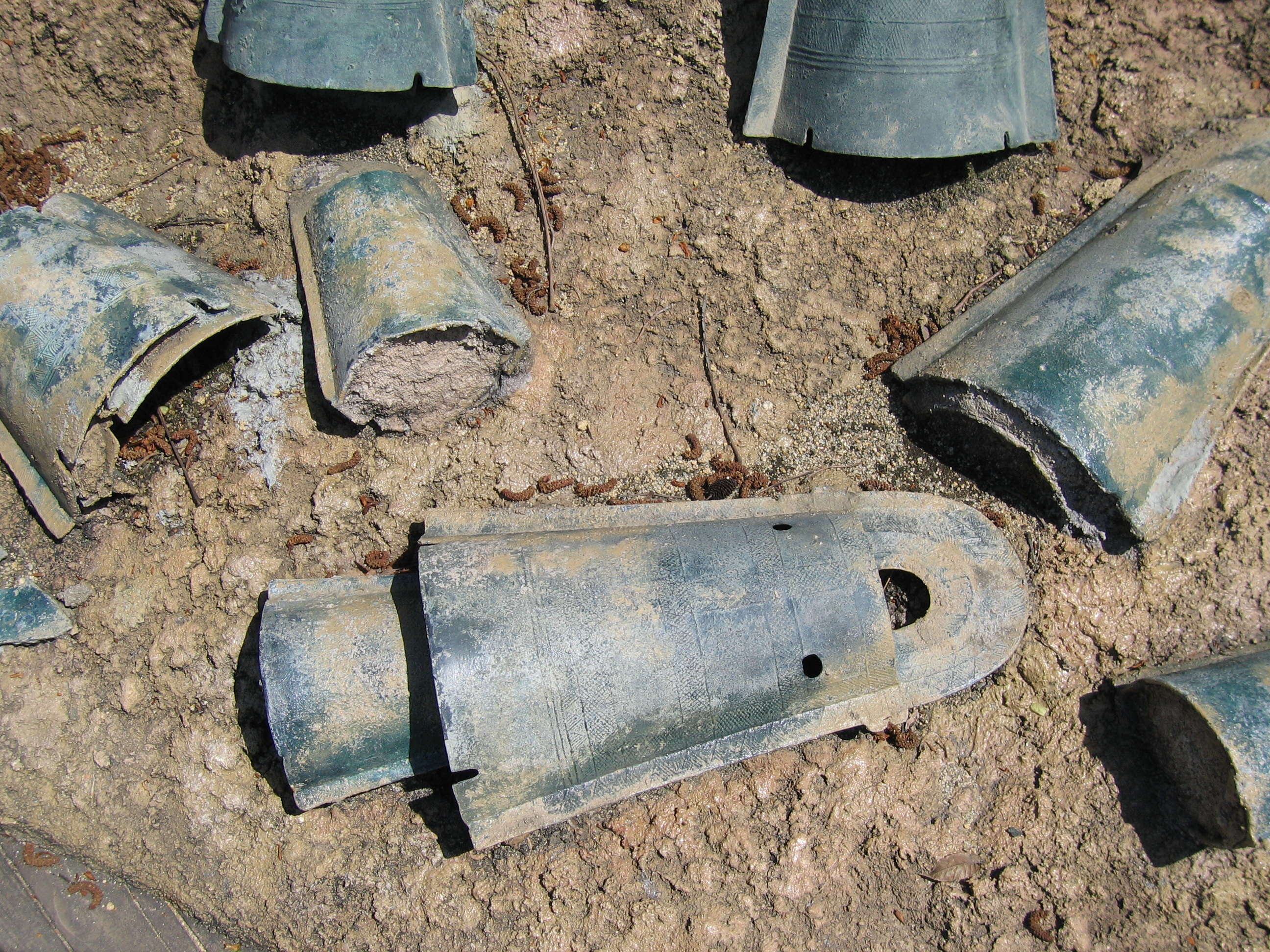
復元模型 （銅鐸が「入れ子」になっていることが確認できる）

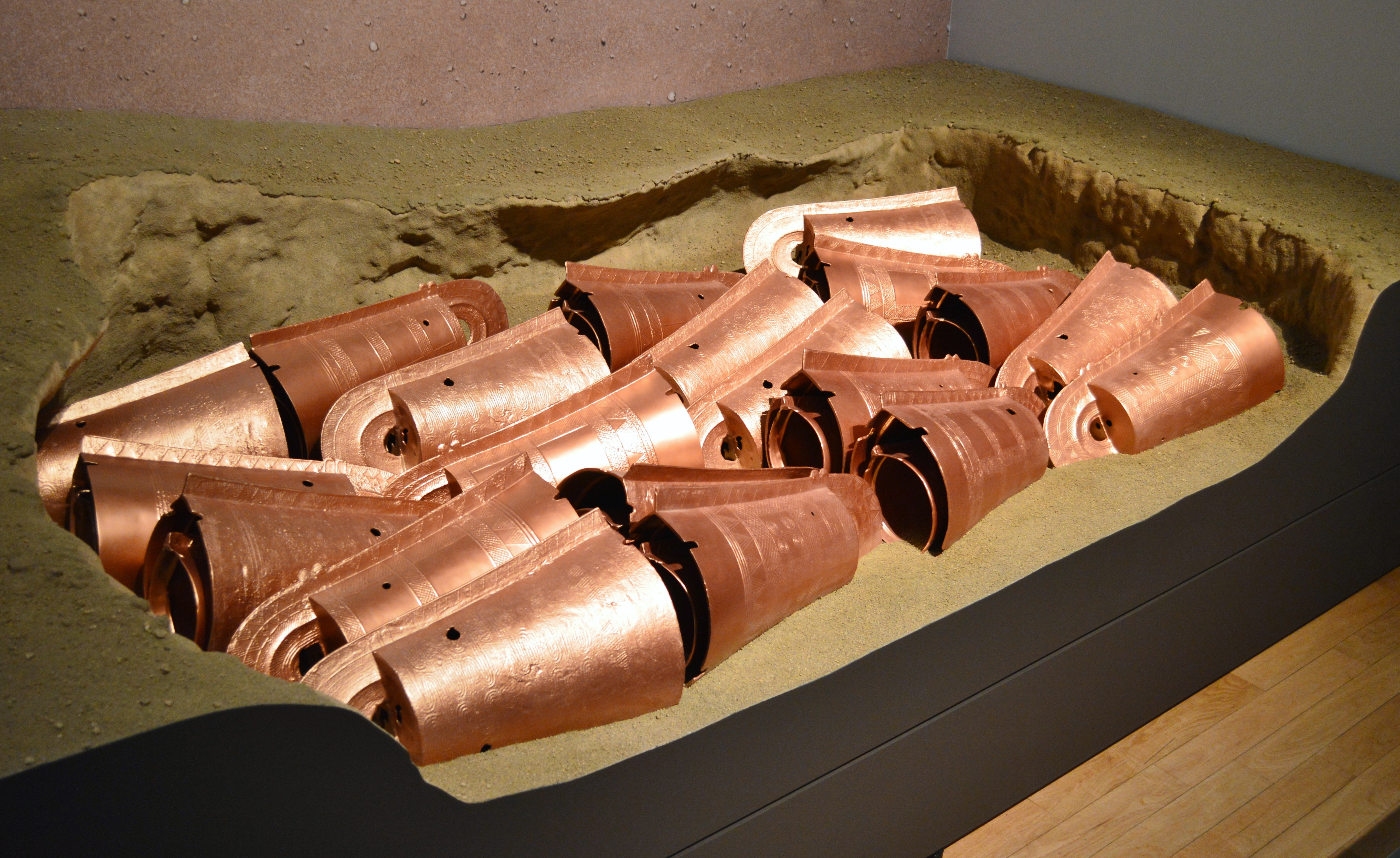
銅鐸埋納状況復元（東京国立博物館企画展示時に撮影）

加茂岩倉遺跡の銅鐸埋納坑からは39口の銅鐸が出土したが、これは1つの遺跡からの銅鐸の出土例としては最多で、古代出雲の歴史に対する見直しが迫られることとなっている。大きさの点では高さ45センチメートル前後の中型鐸20口と30センチメートル前後の小型鐸19口に分類され、文様は流水文か袈裟襷文（けさだすきもん）のいずれかである。形式は弥生Ⅱ期からⅢ期の外縁付1式が19口、外縁付紐2式が9口、外縁付紐2式から扁平紐1式が2口、扁平紐2式が6口、扁平紐2式から突線紐1式が3口となっている。
銅鐸のうち、12組は中型鐸の中に小型鐸が納められた入れ子状態で出土し、残りの3組も入れ子だったと推定される。銅鐸がこのような入れ子状態で出土した例は極めて少なく、内部は中空であった可能性も考えられているが、CTスキャンによる内部調査に拠れば、埋納坑埋内と内部を塞いでいる土砂が異なることが指摘されている。表面からは朱が検出され、線刻で文様が表現され、袈裟襷文銅鐸が30口、流水文銅鐸が9口ある。絵画の描かれた銅鐸は7口あり、シカやカメ（ウミガメ）、トンボや四足獣などの動物が描かれている。

### 絵画銅鐸
銅鐸の中には、顔・トンボ・鹿・猪・スッポンなど絵を描いた絵画銅鐸が何個か含まれている。
- 顔を描いた銅鐸 … 29号銅鐸（辟邪銅鐸）の吊り手に一番上に顔を描いている。下に向かって開く弧線を二つに重ねた眉。下向きと上向きの弧線を組み合わせた目。入れ墨を鼻の横に上向きの弧線を二つ組み合わせ表している。顔を描いた銅鐸はこれが初めてでなく、島根県出土と推定されている銅鐸、伝岡山県上足守銅鐸、広島県福田銅鐸などがある。これらの絵画銅鐸は目を描いているが、虹彩（黒目）が描かれていないのが特徴。
- トンボの絵 … 18号銅鐸（四区袈裟襷文銅鐸）身の両方の面の上右・左区にトンボの絵がある。35号銅鐸の一面の上右区にもある。一枚の羽を二本の線で描き羽の幅を輪郭で表している。左右の羽や頭、胴もくびれを描くなど丁寧で写実的ある。区画に収まらないトンボの絵もある。区画の上に描くのはトンボが空を飛ぶからだと解釈できる。秋津はトンボの古語で、秋津洲・秋津島と呼ぶのは、トンボが「田の神」であり、豊作の神であったからかも知れない。
- 鹿と猪 … 23号と35号銅鐸に区画の中に鹿二頭と四脚動物が描かれている。

### 製作地
銅鐸の製作年代は弥生時代中期から後期にわたる。出土品の一部（外縁付1式銅鐸）には近畿地方で製作されたと推定されるものもあり、十二号銅鐸は大阪府東大阪市鬼虎川遺跡出土鋳型と共通する特徴をもつ。このほか、加茂岩倉4号鐸・7号鐸・19号鐸・22号鐸・和歌山県太田黒田鐸、加茂岩倉31号鐸・32号鐸・34号鐸・鳥取県上屋敷鐸・兵庫県桜ヶ丘3号鐸、加茂岩倉21号鐸・兵庫県気比4号鐸・大阪府伝陶器鐸・伝福井（明大1号）鐸で同笵関係が明らかになっている。
外縁付紐2式から扁平紐1式にかけての銅鐸は、流水文銅鐸9口、袈裟懸文銅鐸2口。この時期の流水文文様は、畿内南部の工人集団製作の横型流水文と畿内北部の工人集団製作の縦型流水文様の2系列があるが、本遺跡出土の流水文銅鐸9口は、全て横型流水文銅鐸であるので、畿内の工人集団が製作したものと考えられる。扁平紐式2式から突線紐1式にかけての9個の銅鐸は、3群から成る。そのうちの四区袈裟懸襷文銅鐸3口は同一工房の作品。もう一群の2口は、互いに同笵。これら二群に比して、六区袈裟懸襷文銅鐸6口も同一工房で造られていると推定。つまり、少数の工房で製作された銅鐸と推測できる。絵画表現の独自性や荒神谷遺跡出土銅剣の線刻との類似から、大半は出雲地方で製作されたと考えられているが、近畿や北部九州で作られた可能性もある。なお、埋納された時期については、現在のところ荒神谷遺跡同様、特定できていない。

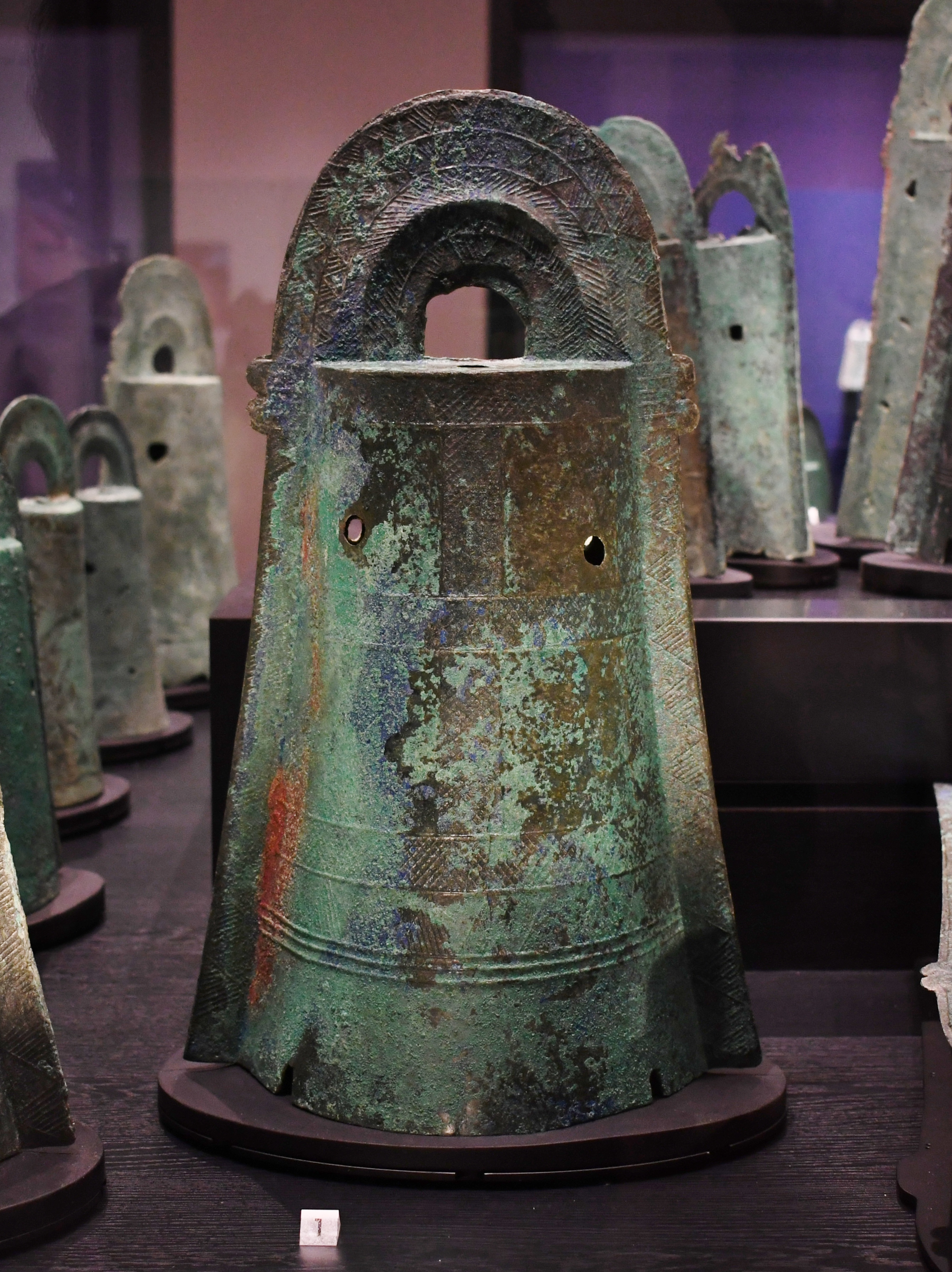
1号銅鐸
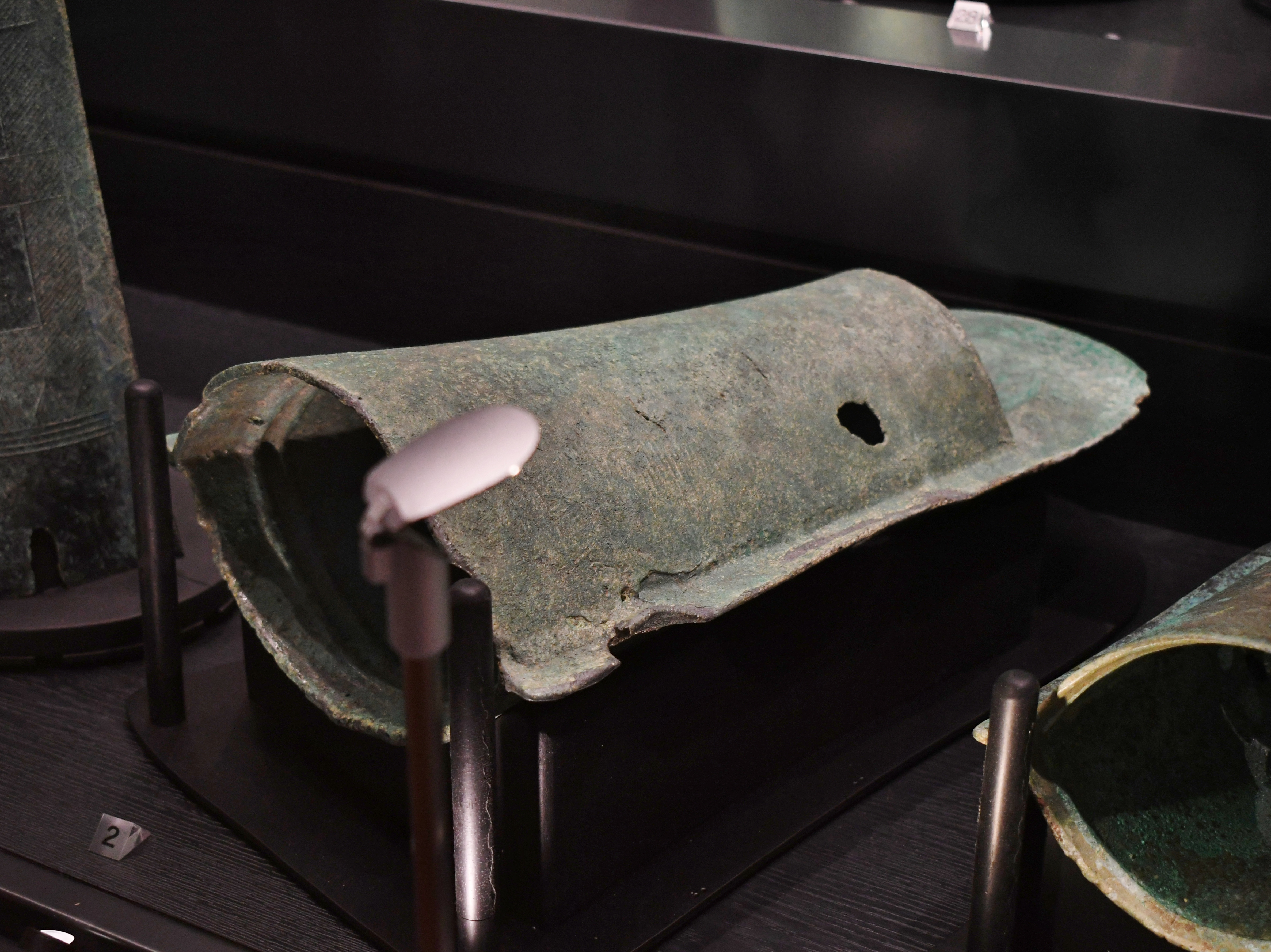
2号銅鐸
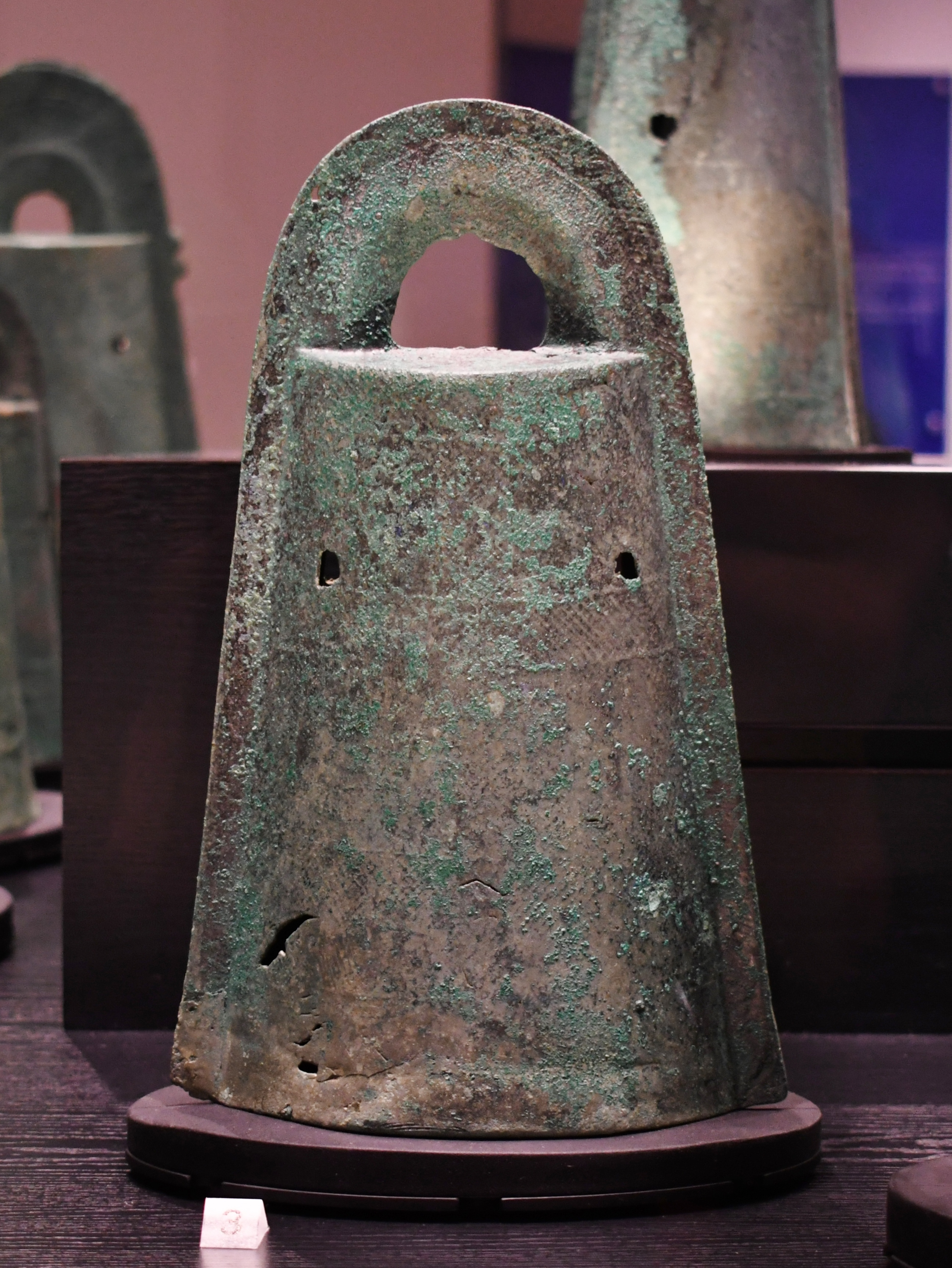
3号銅鐸
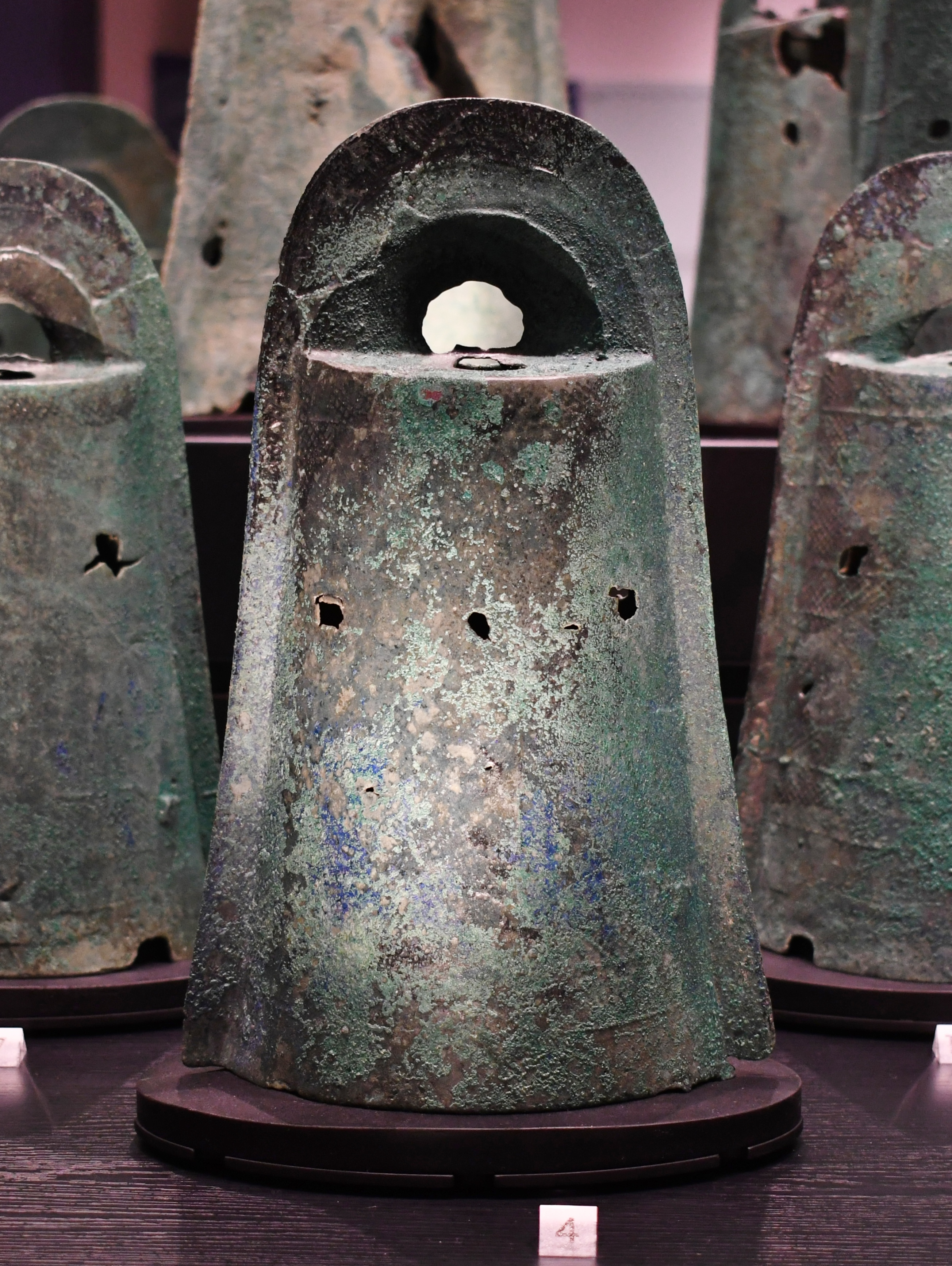
4号銅鐸
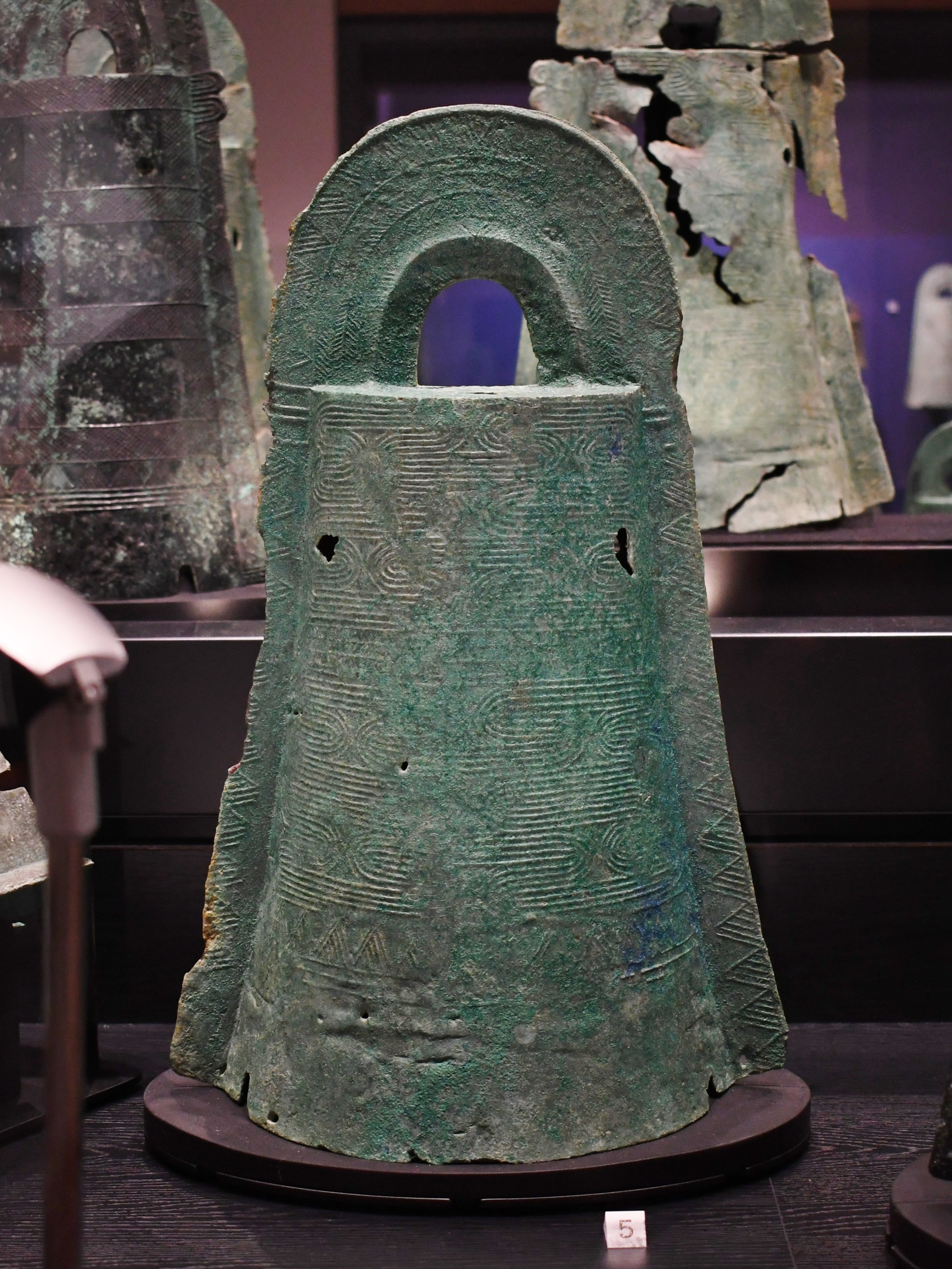
5号銅鐸
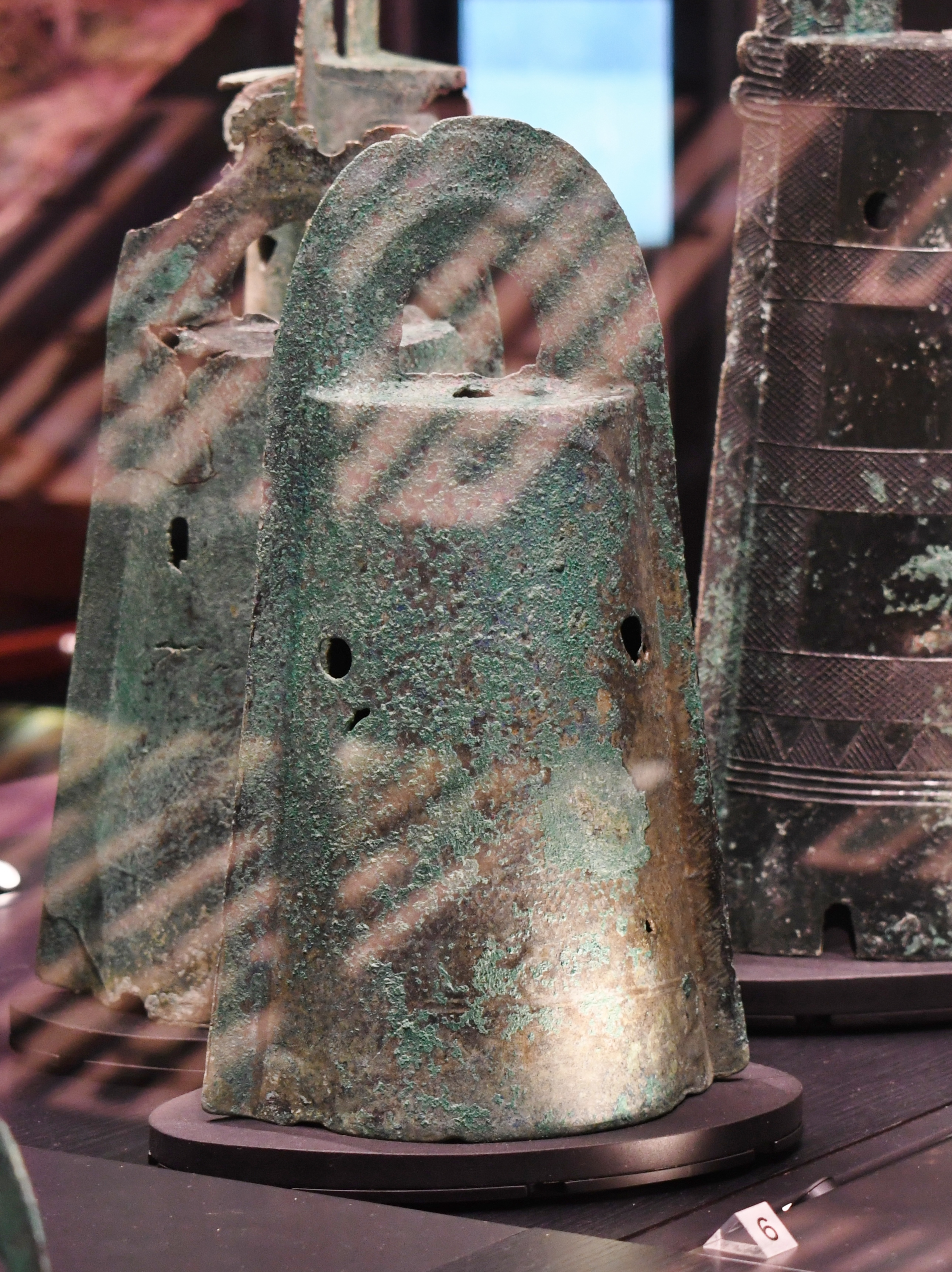
6号銅鐸
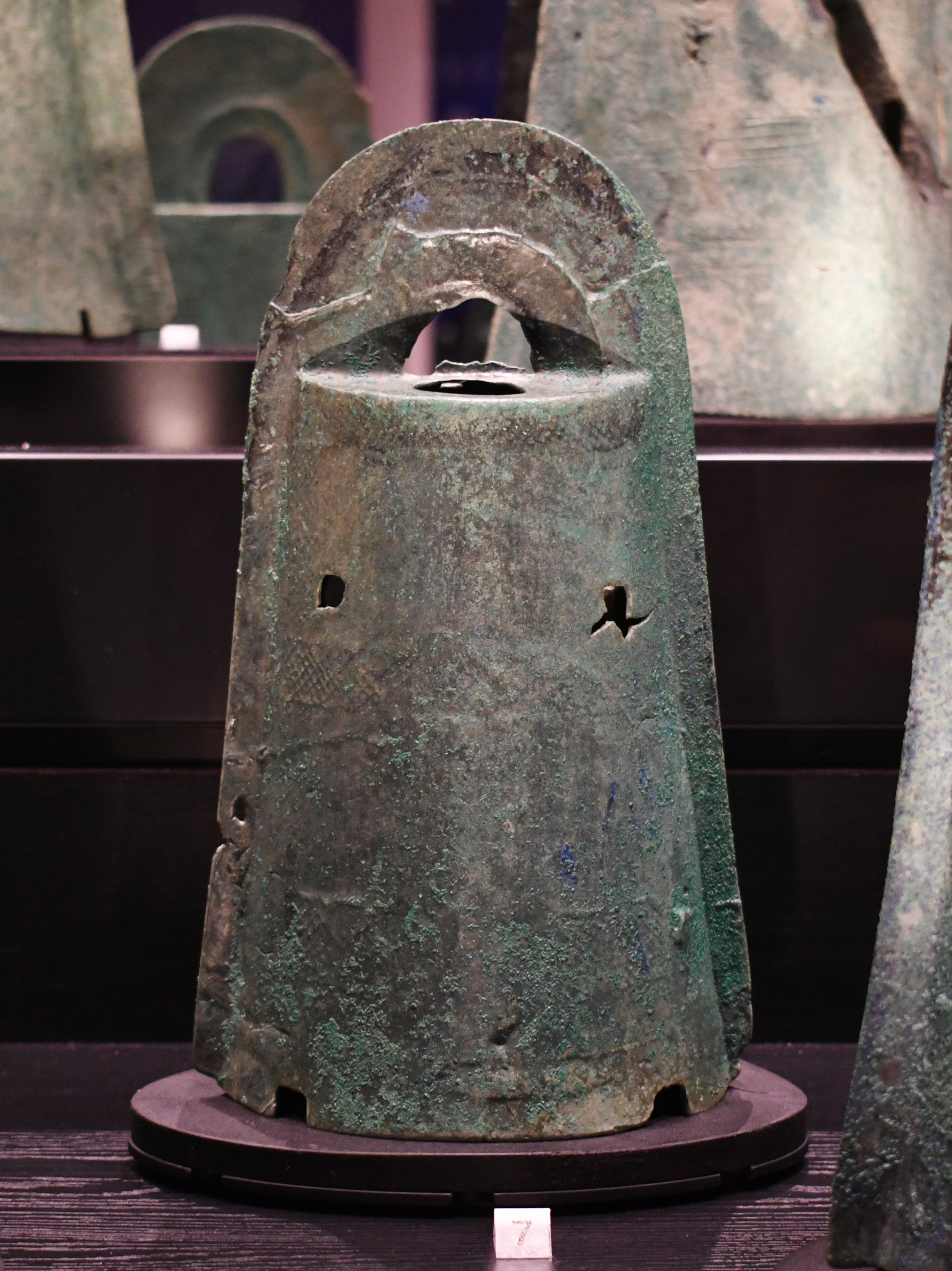
7号銅鐸
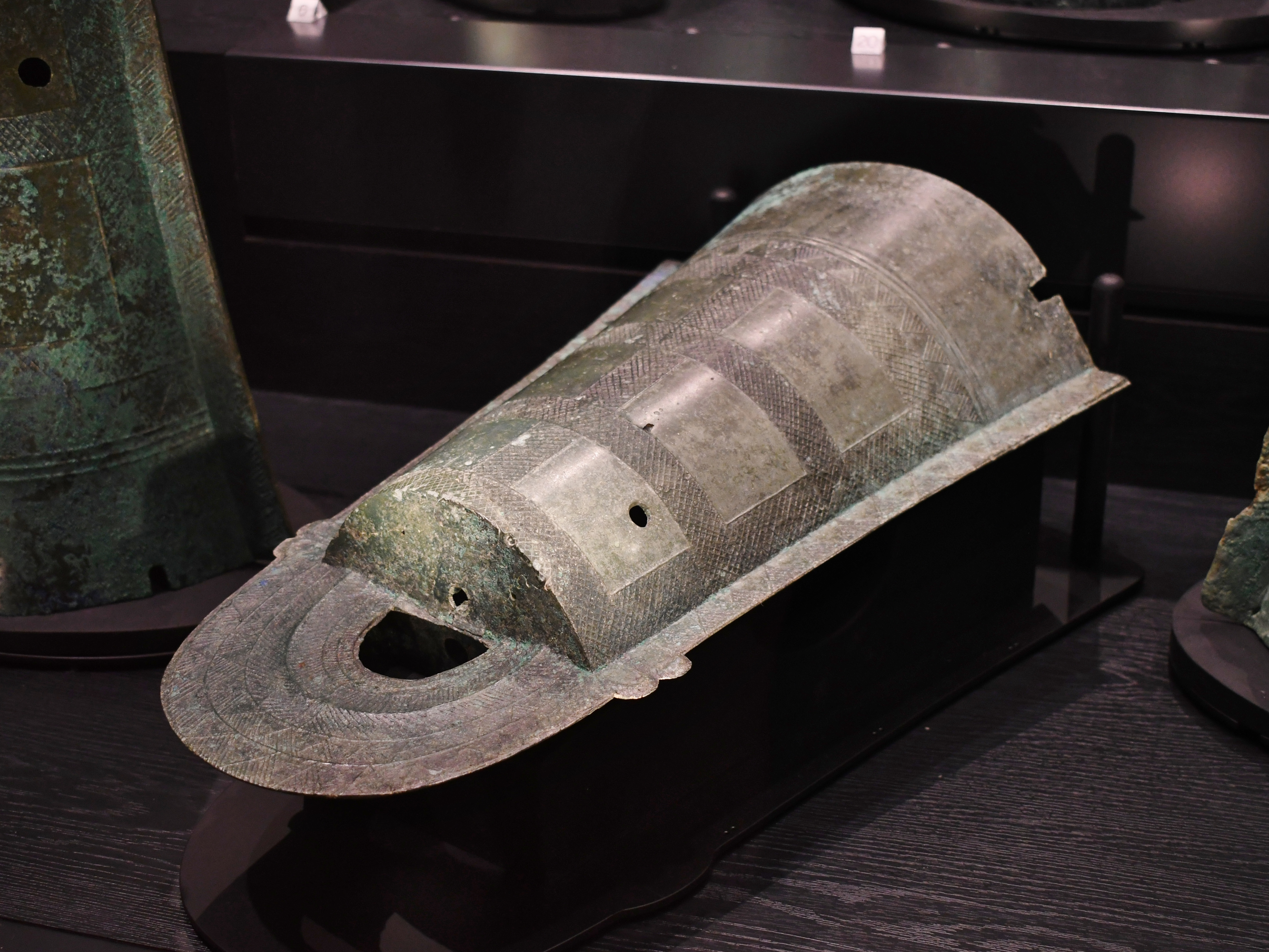
8号銅鐸
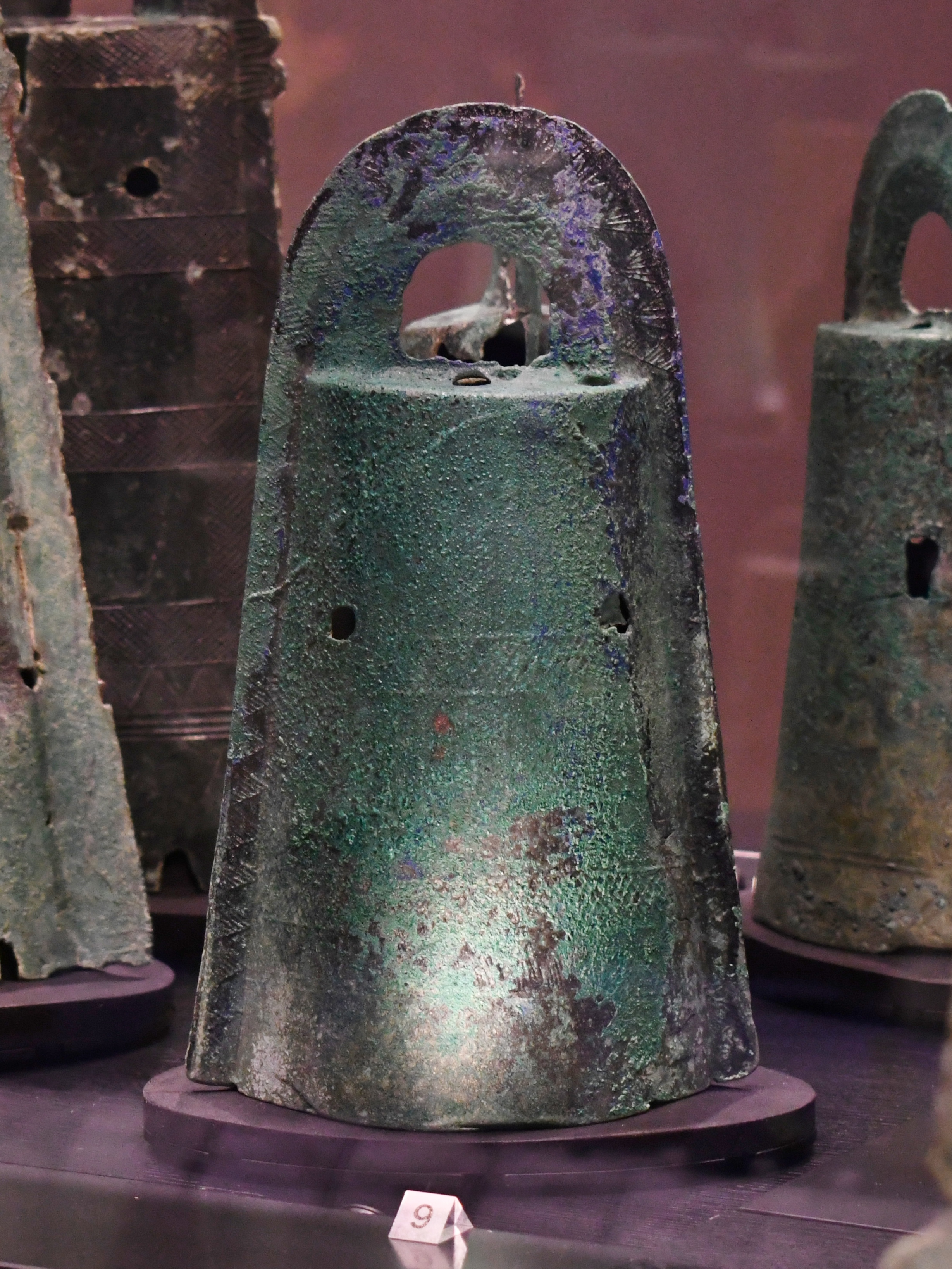
9号銅鐸
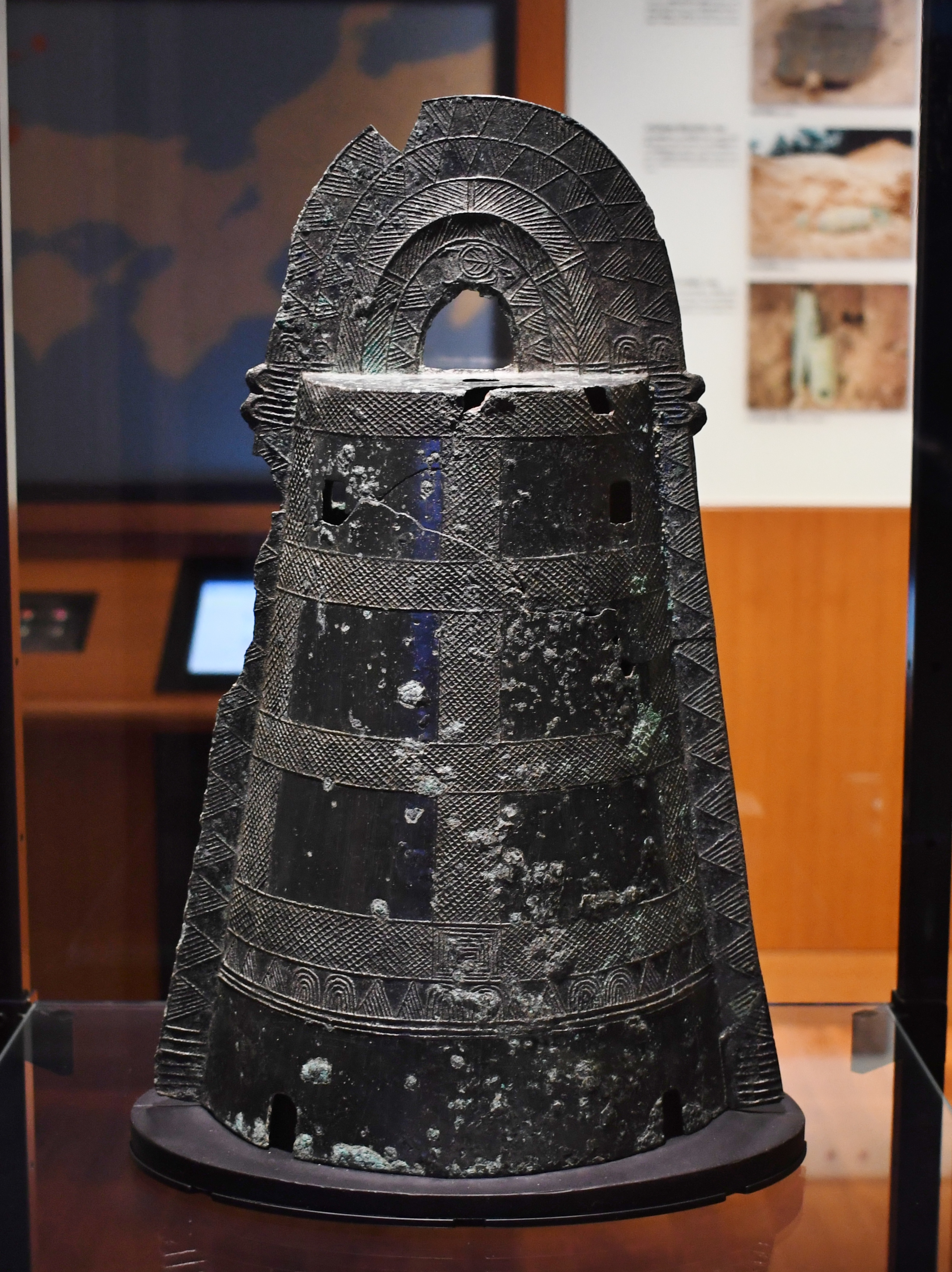
10号銅鐸
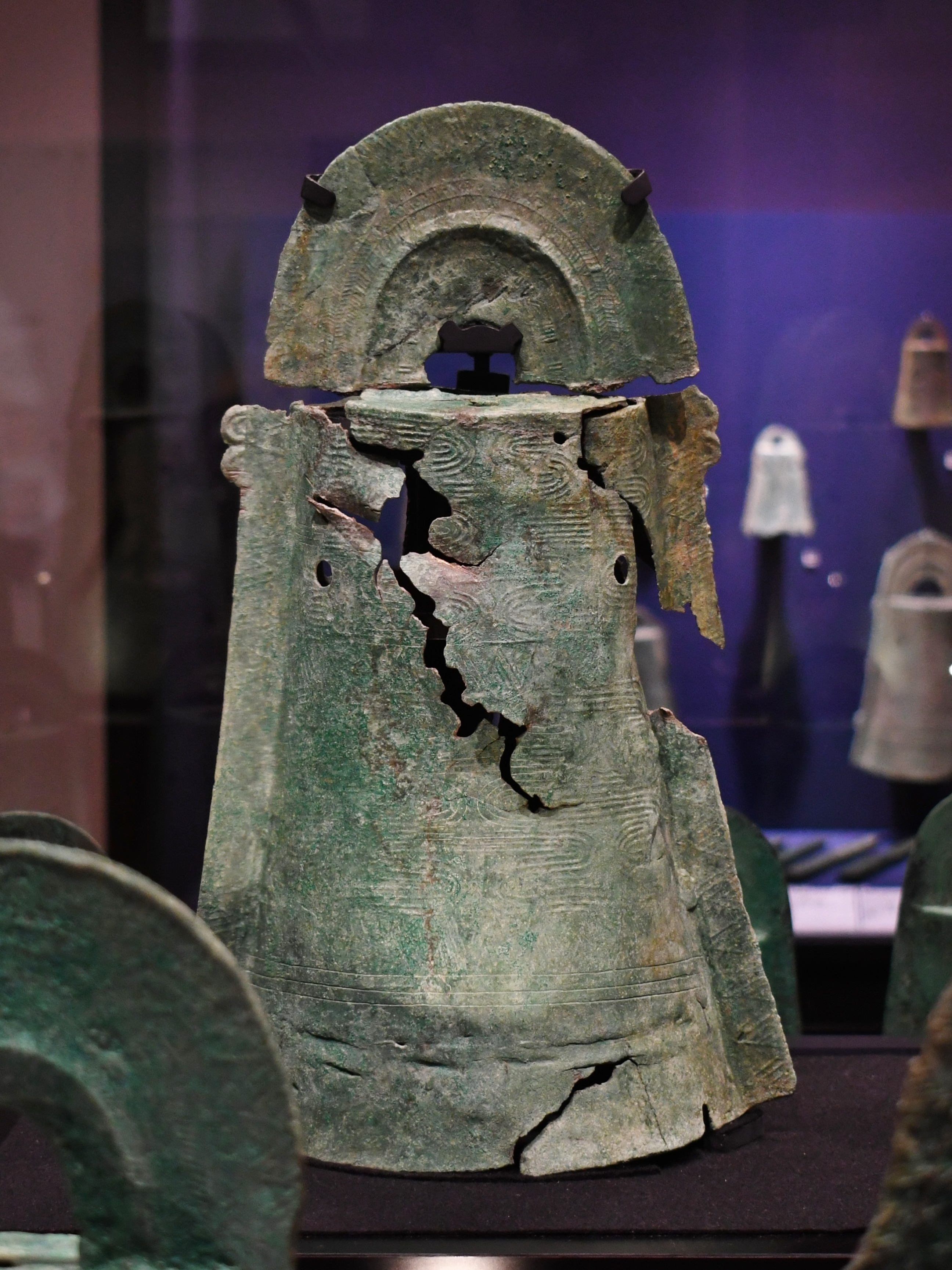
11号銅鐸
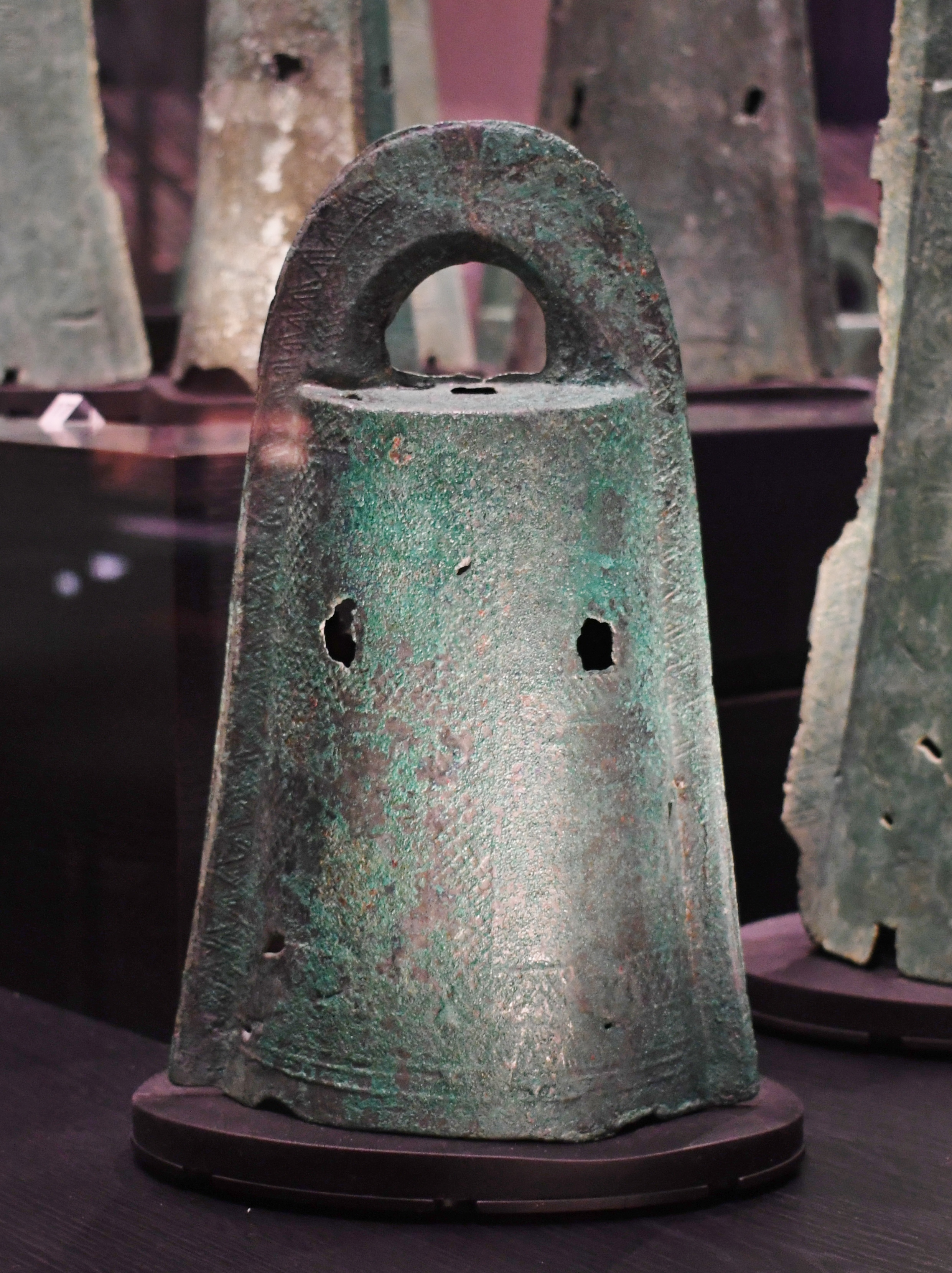
12号銅鐸
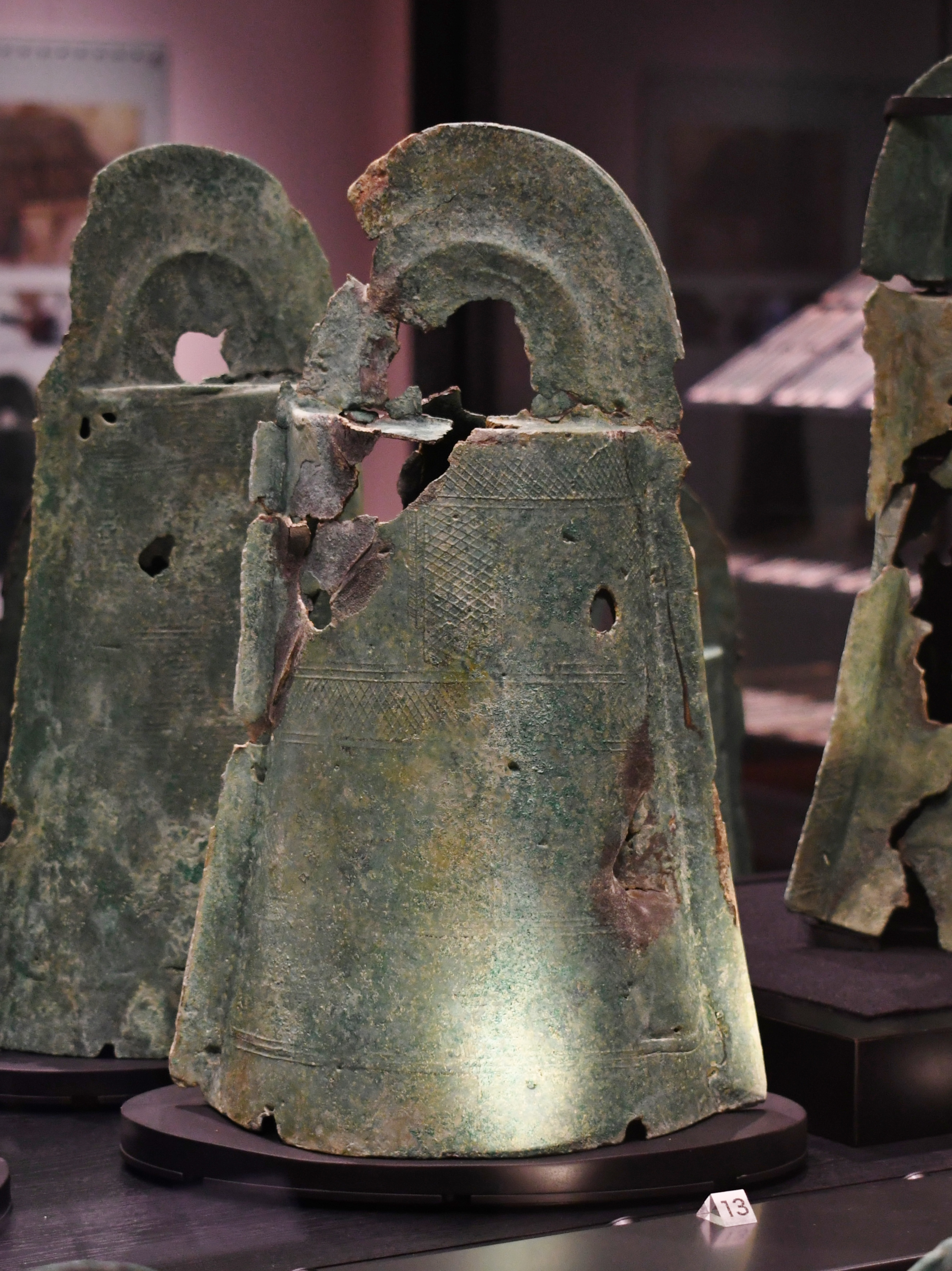
13号銅鐸
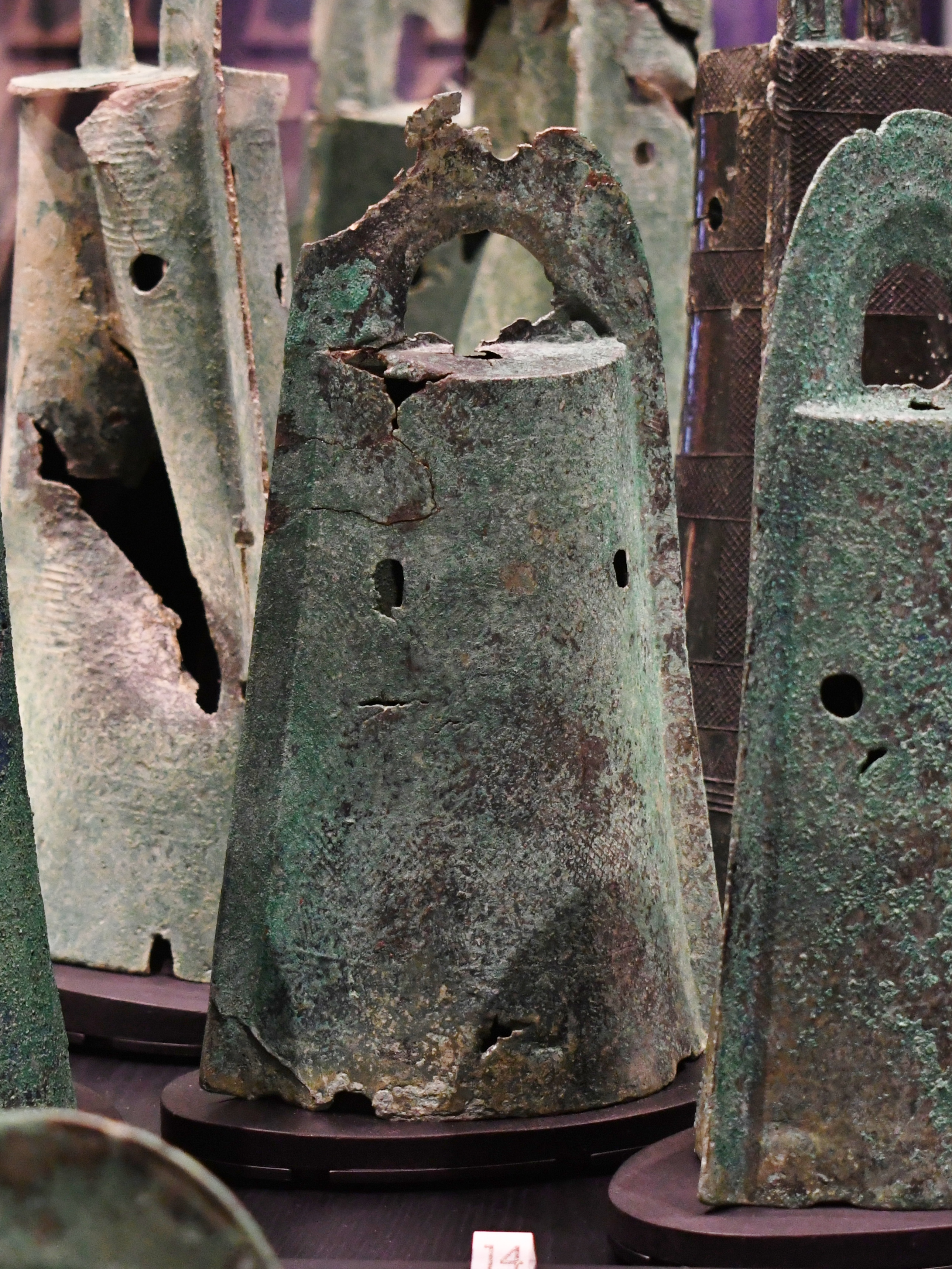
14号銅鐸
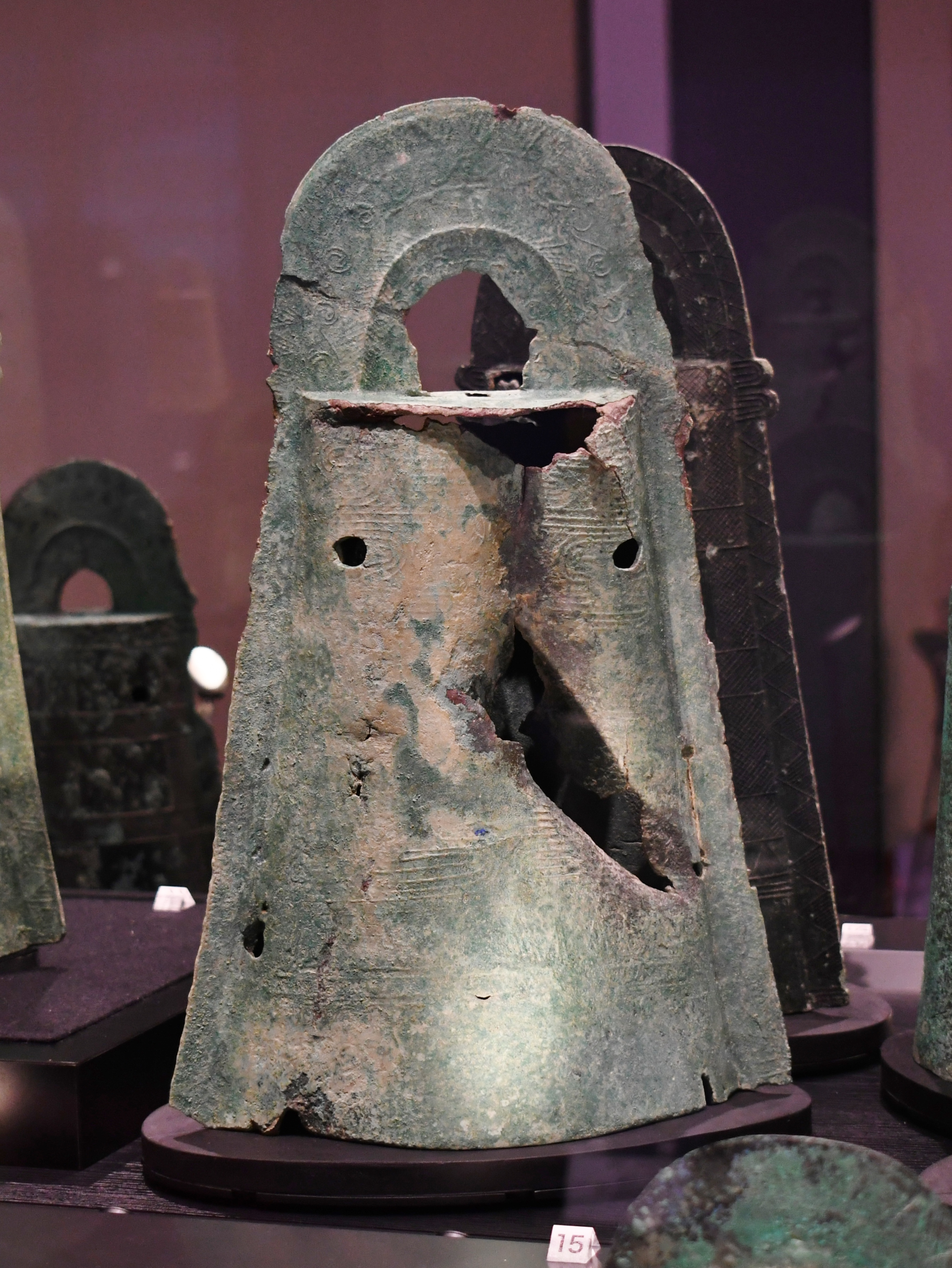
15号銅鐸
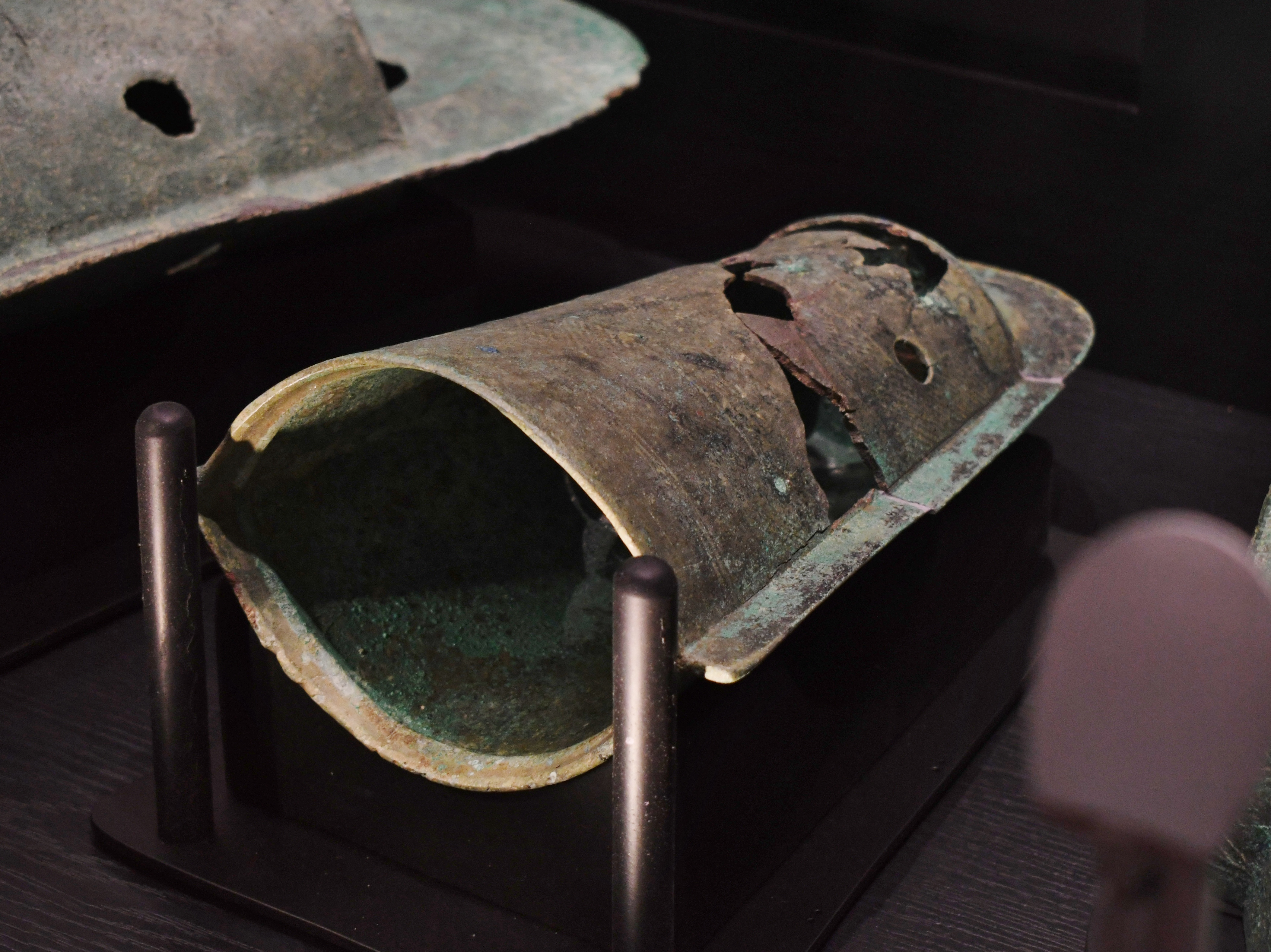
16号銅鐸
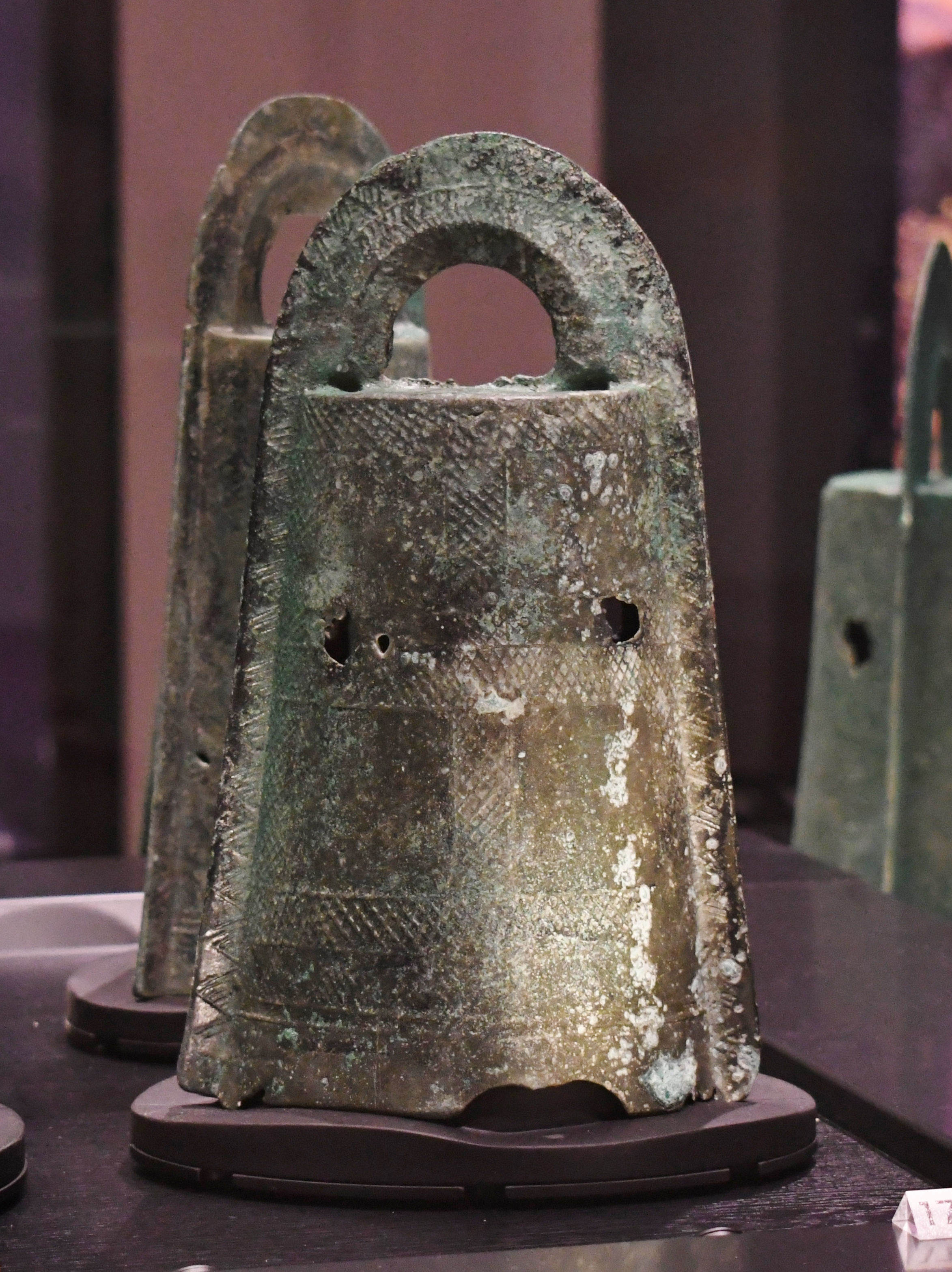
17号銅鐸
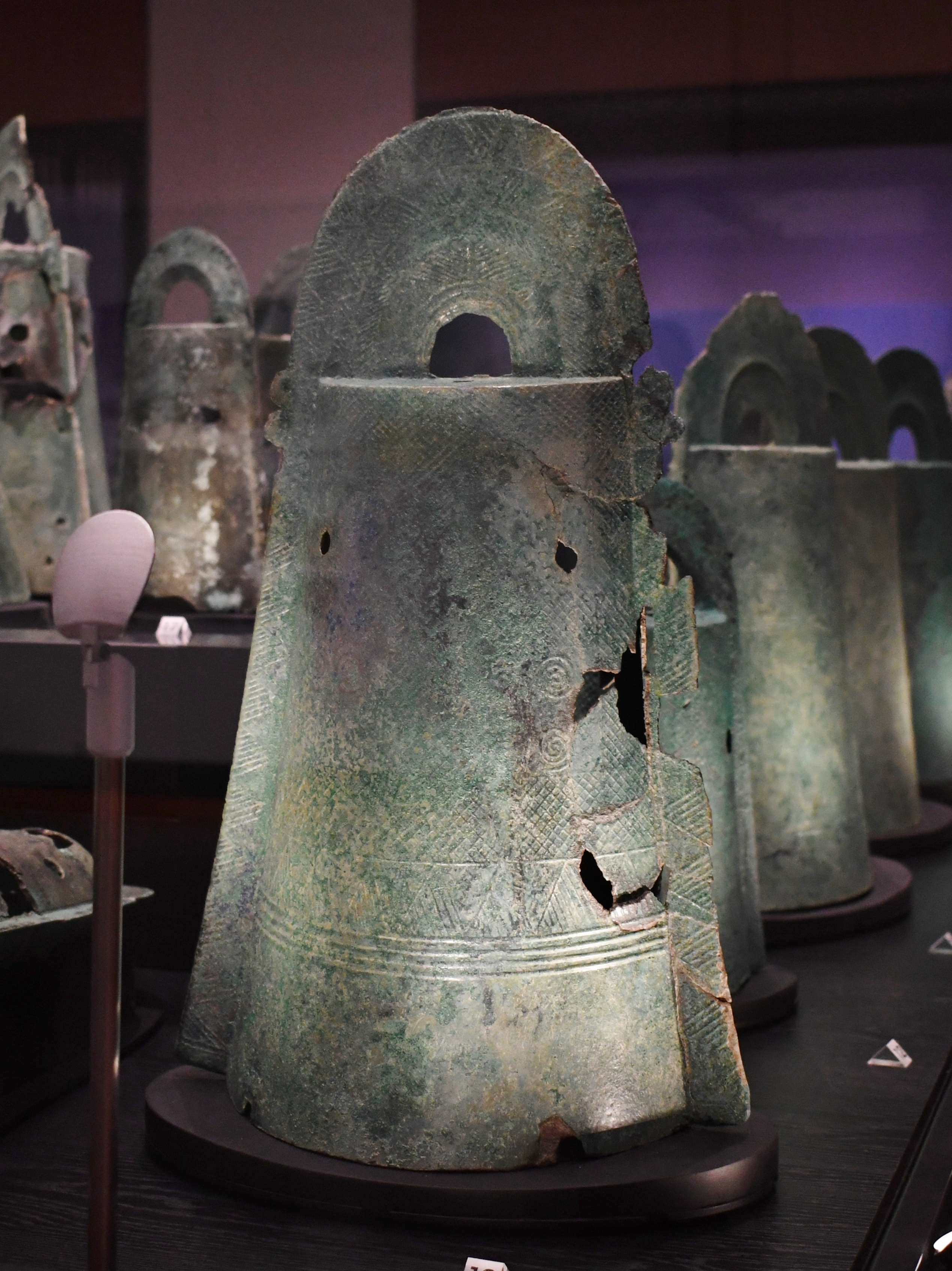
18号銅鐸
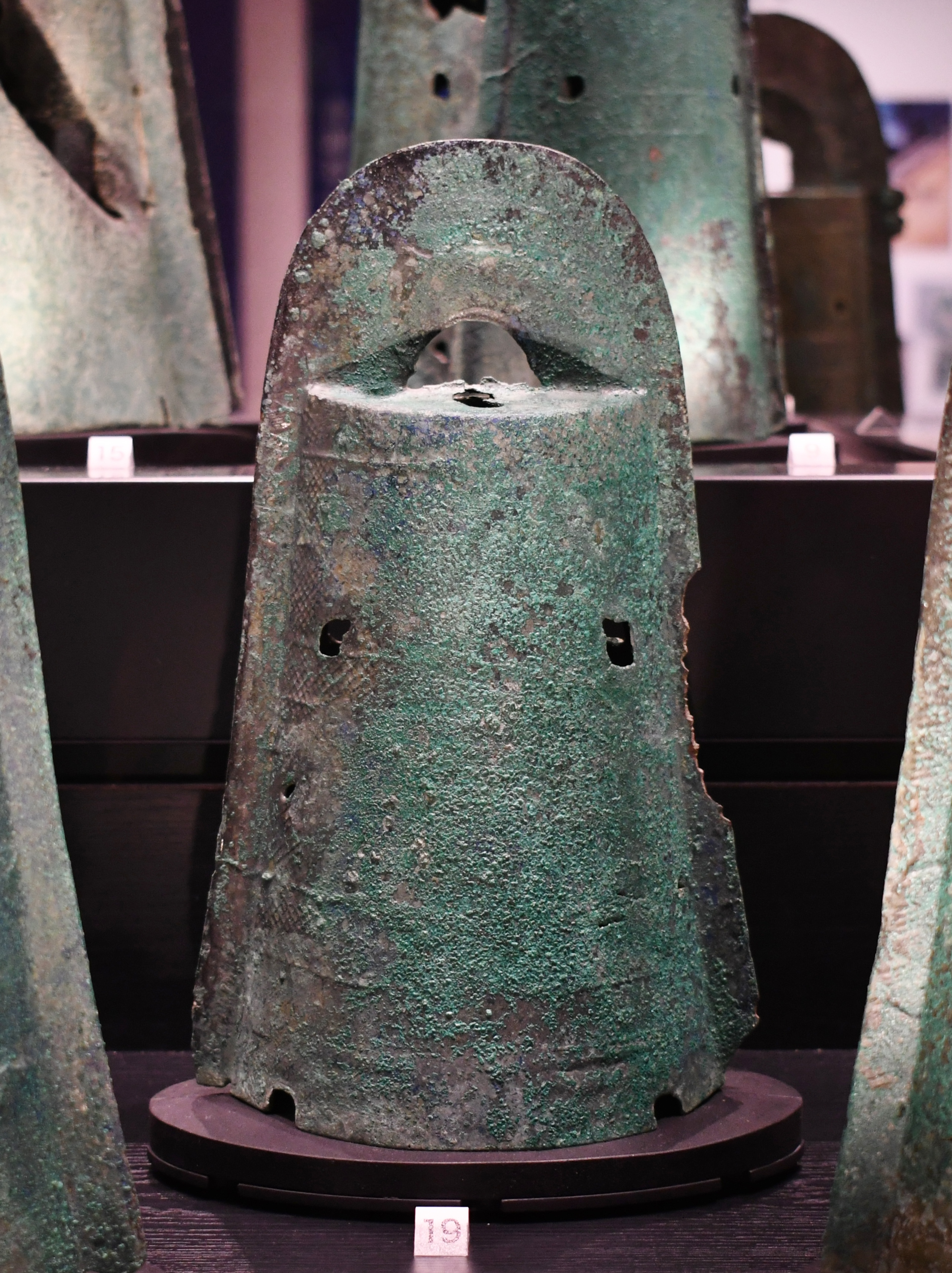
19号銅鐸
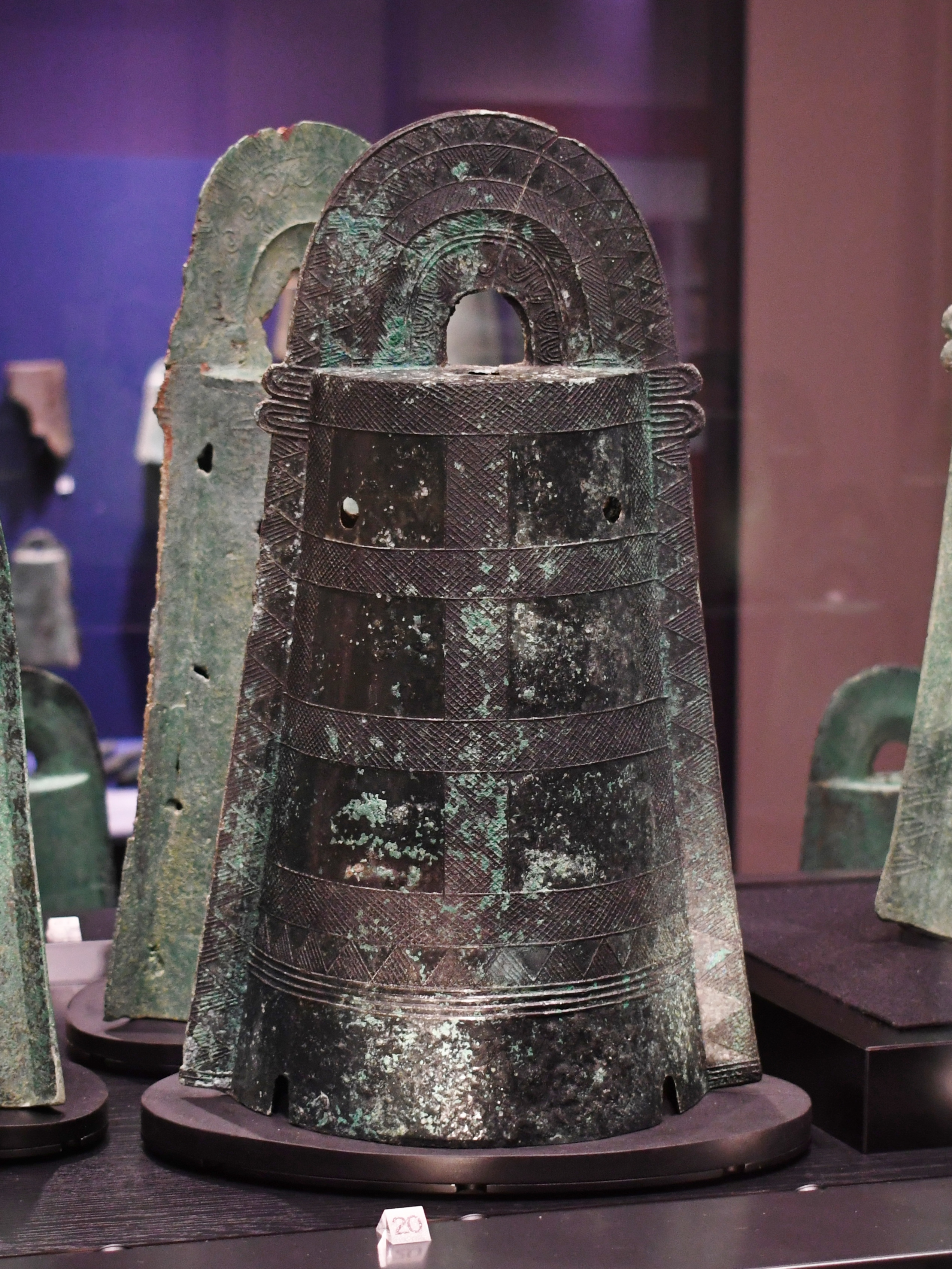
20号銅鐸
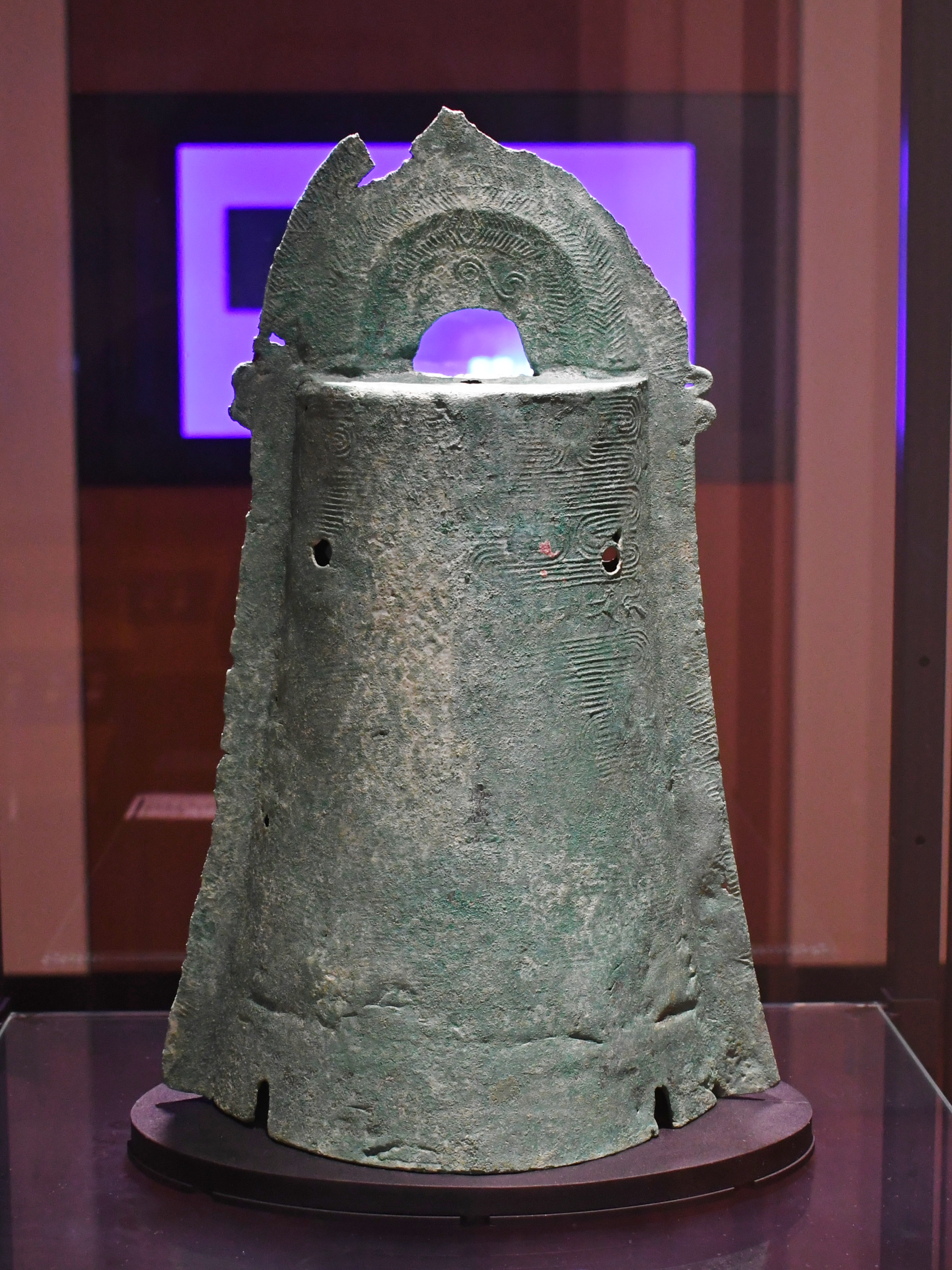
21号銅鐸
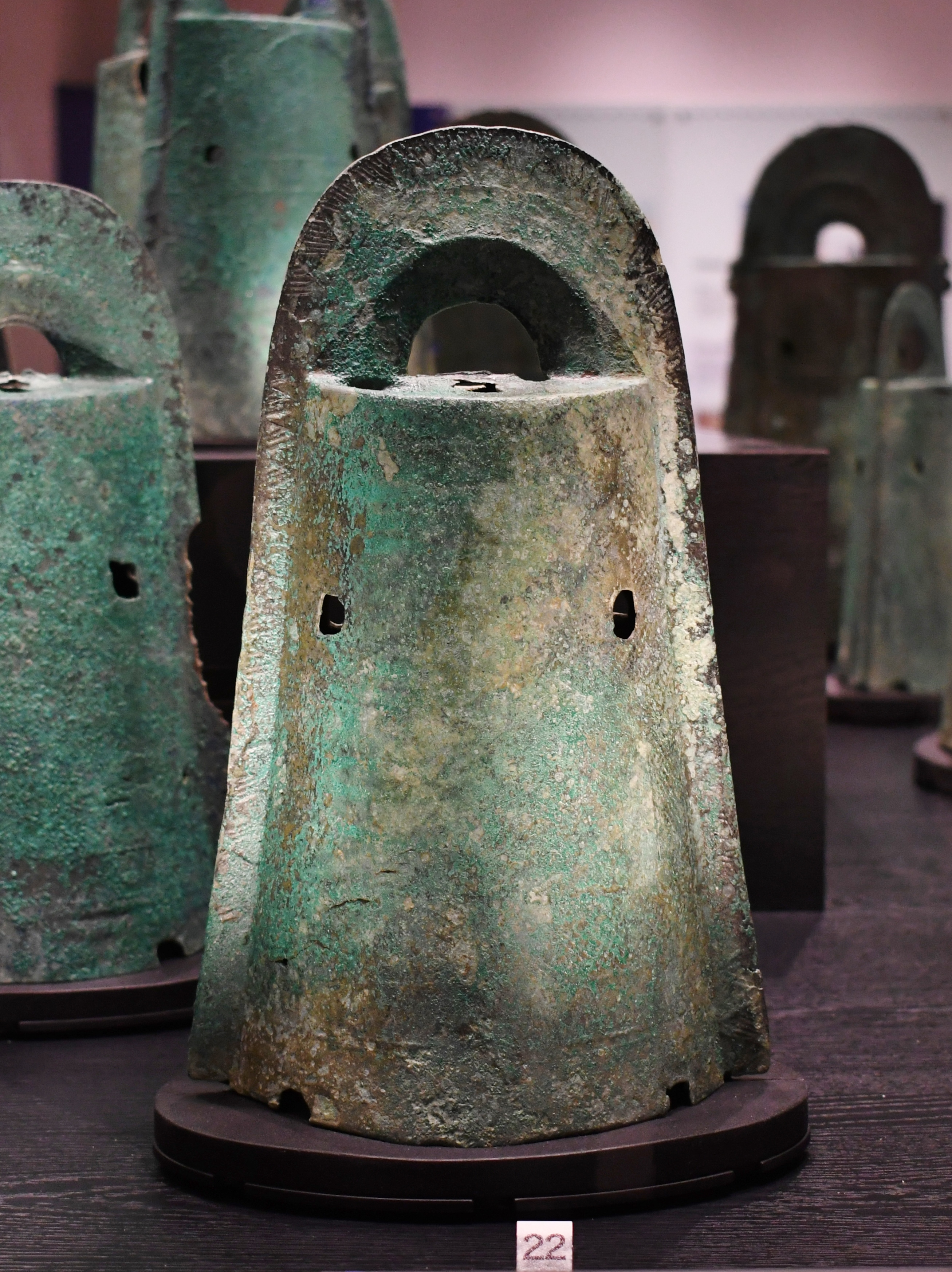
22号銅鐸
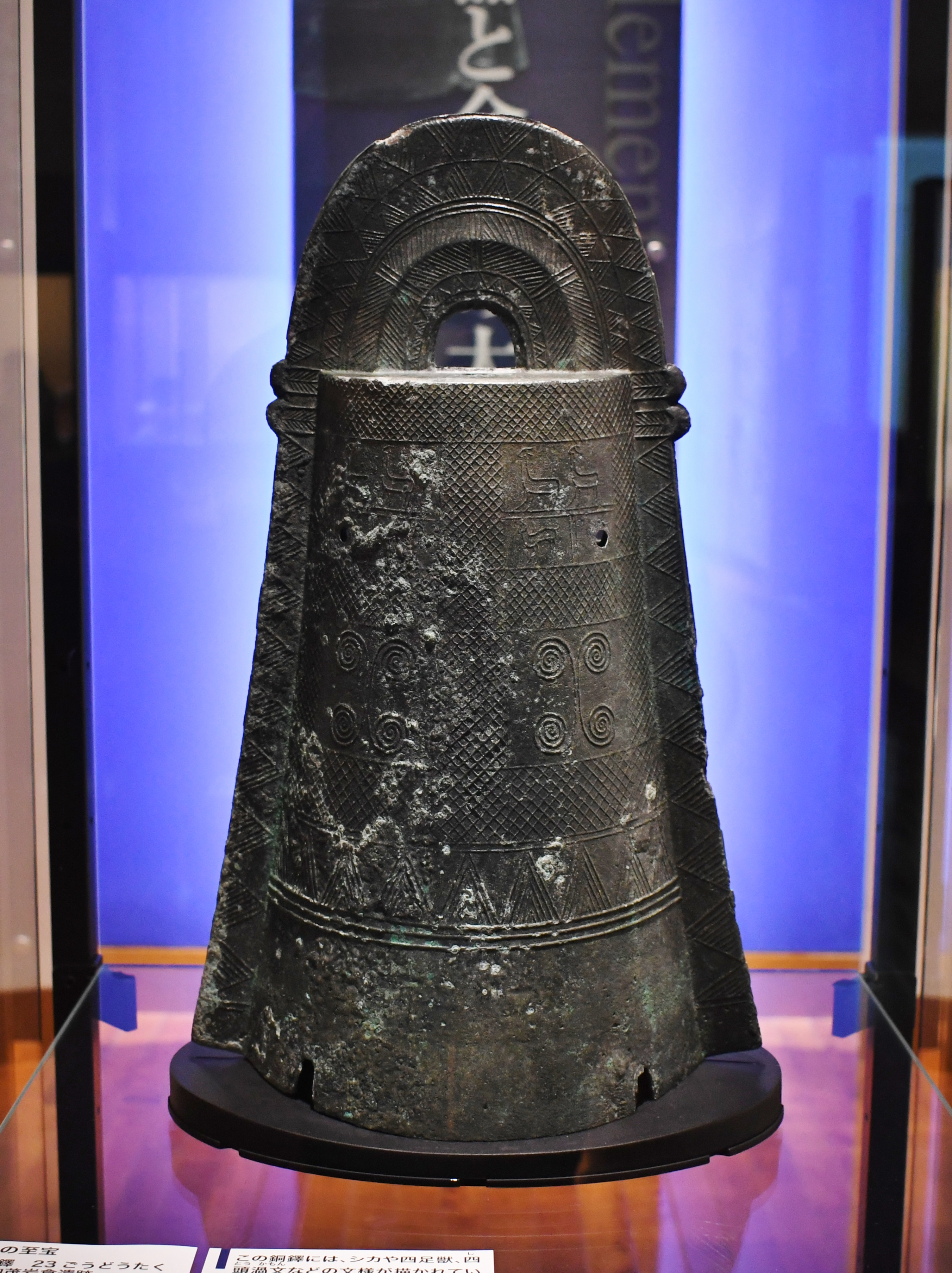
23号銅鐸
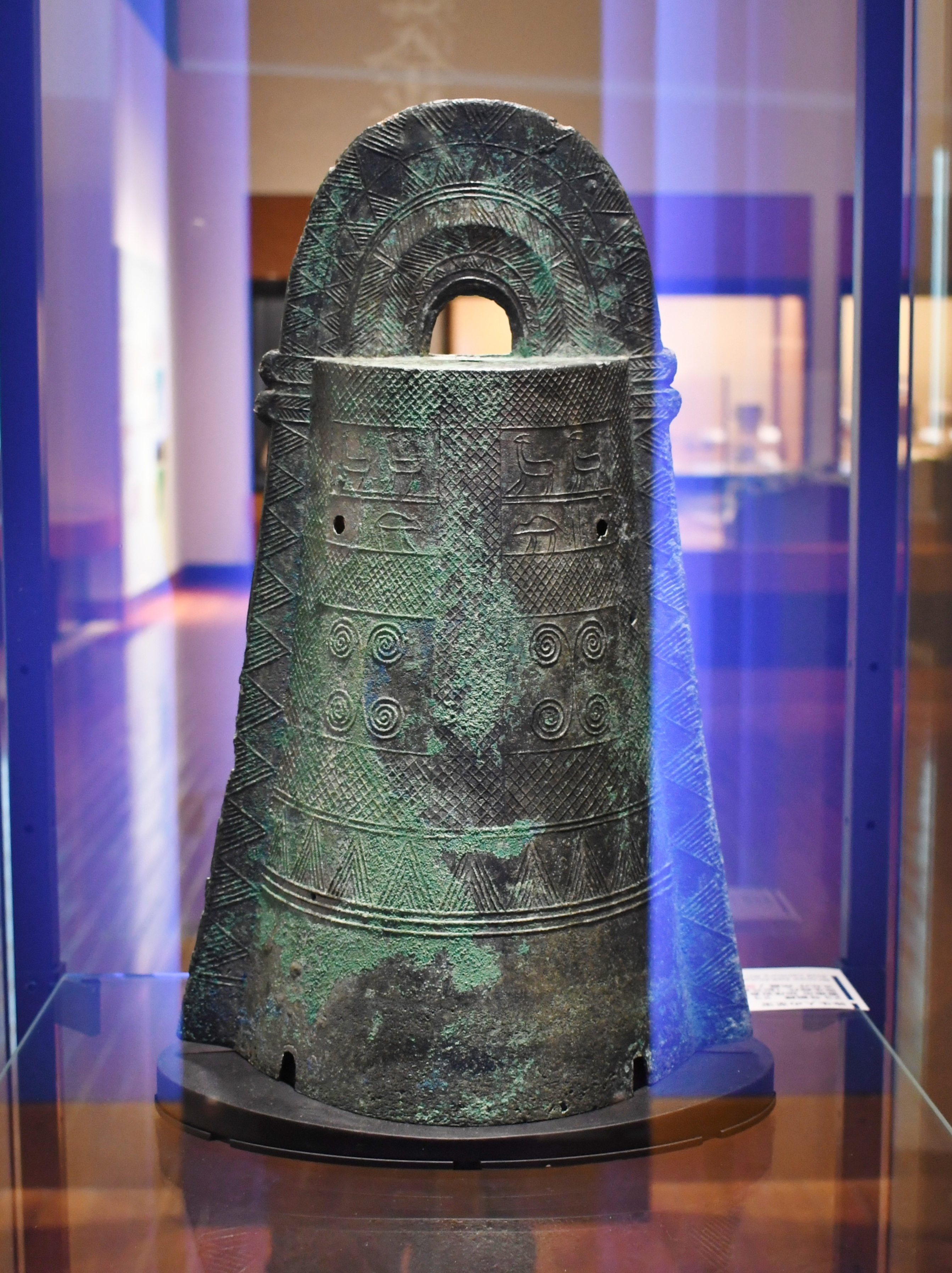
23号銅鐸（逆面）
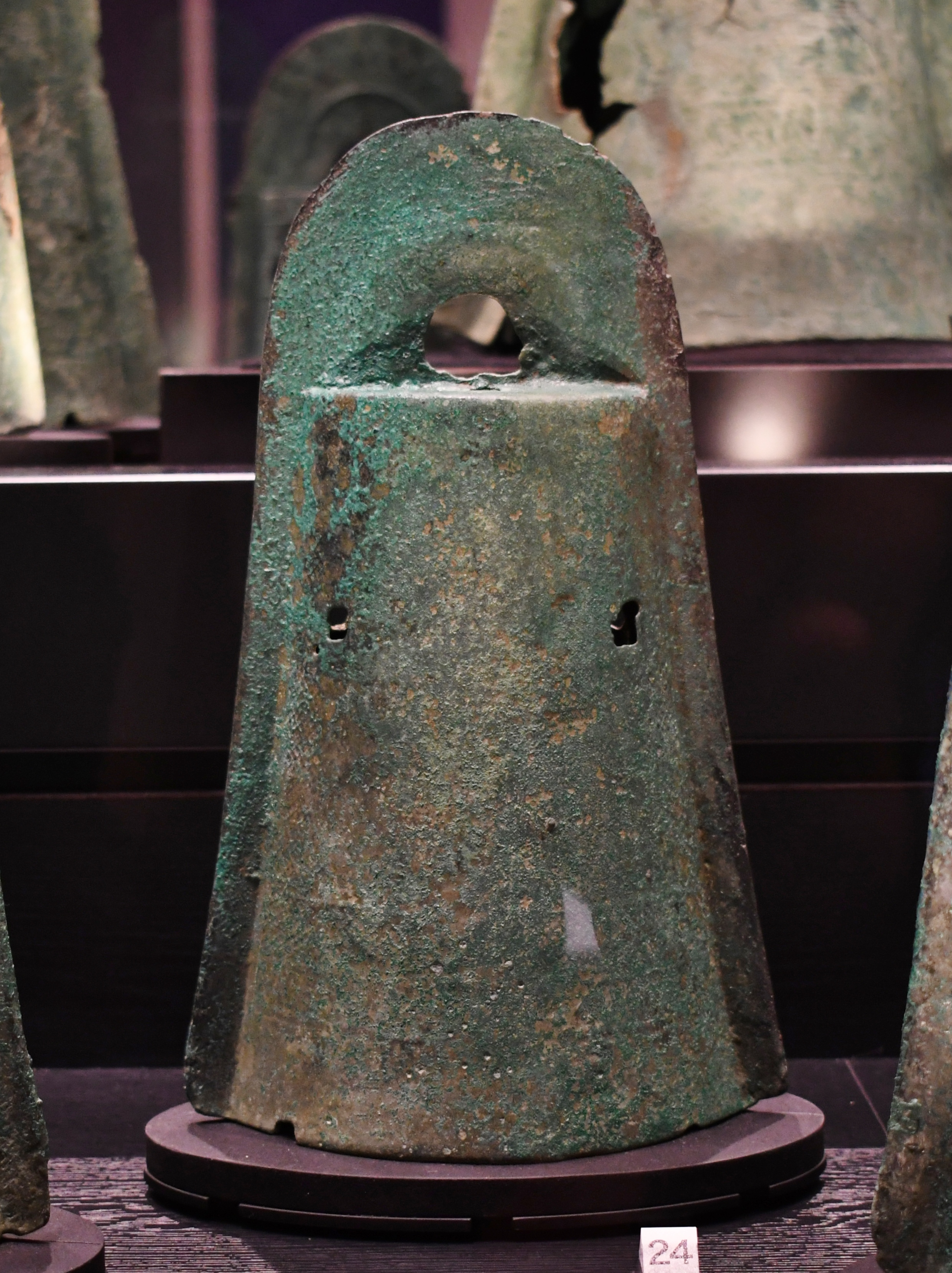
24号銅鐸
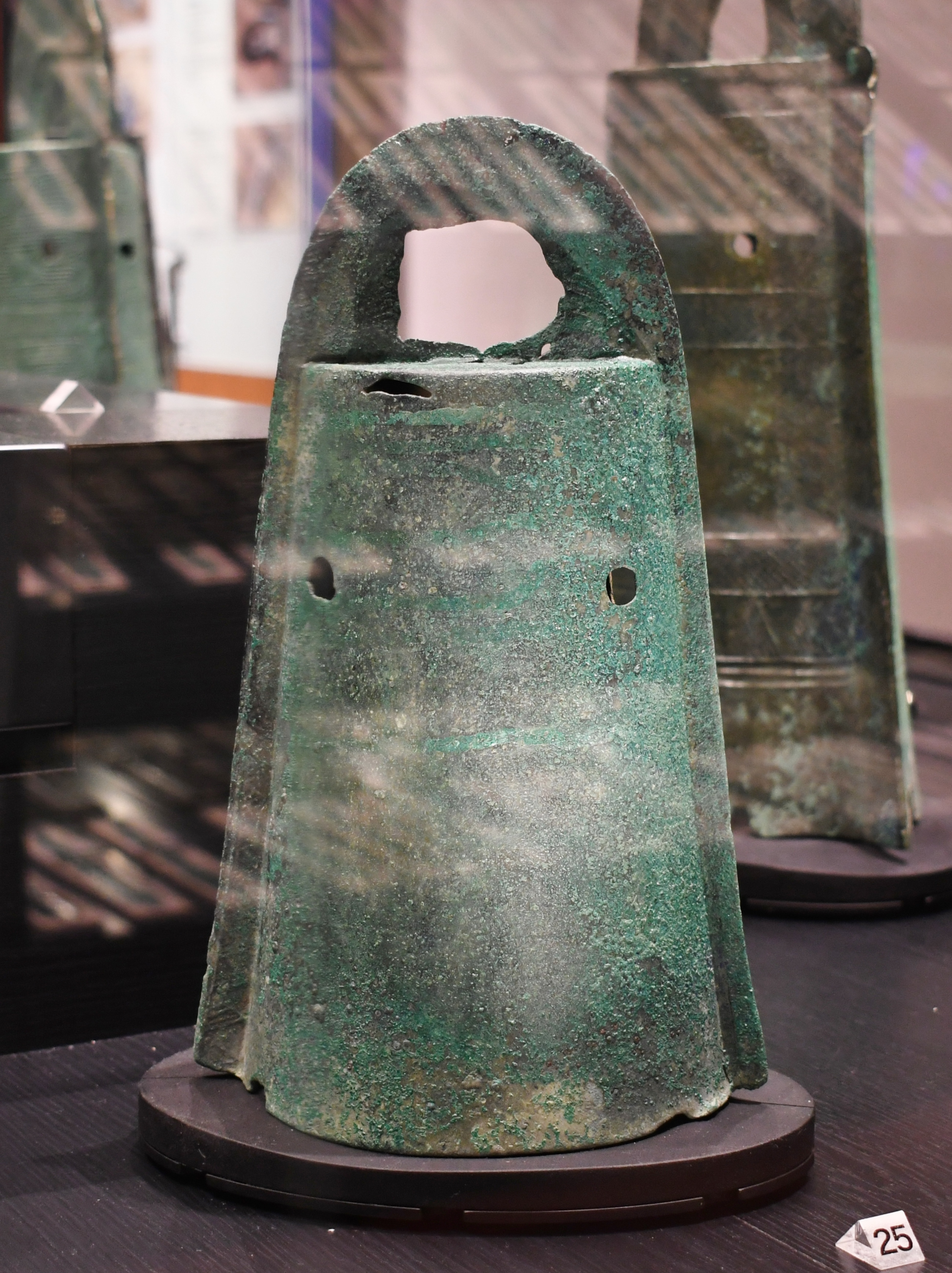
25号銅鐸
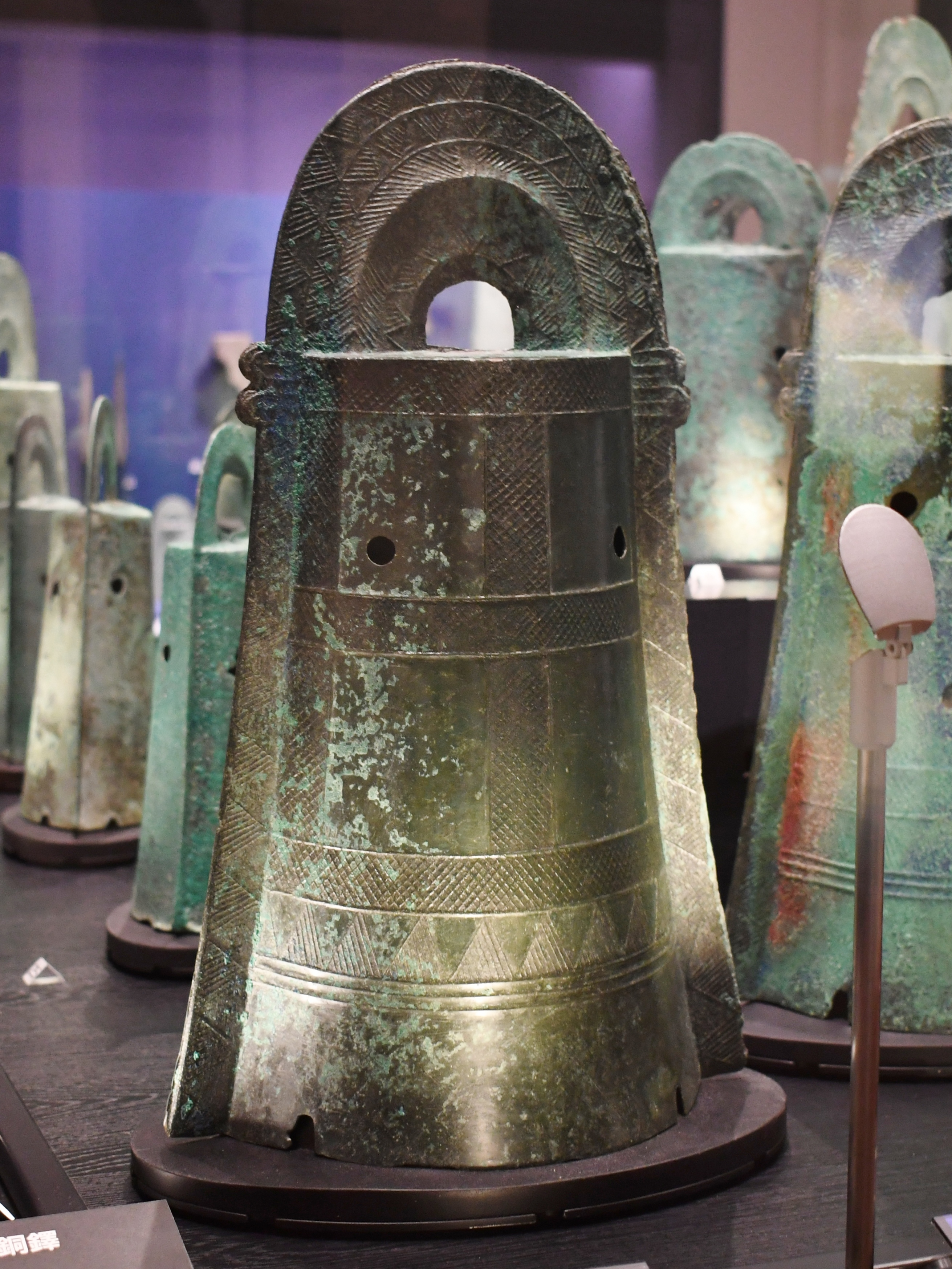
26号銅鐸
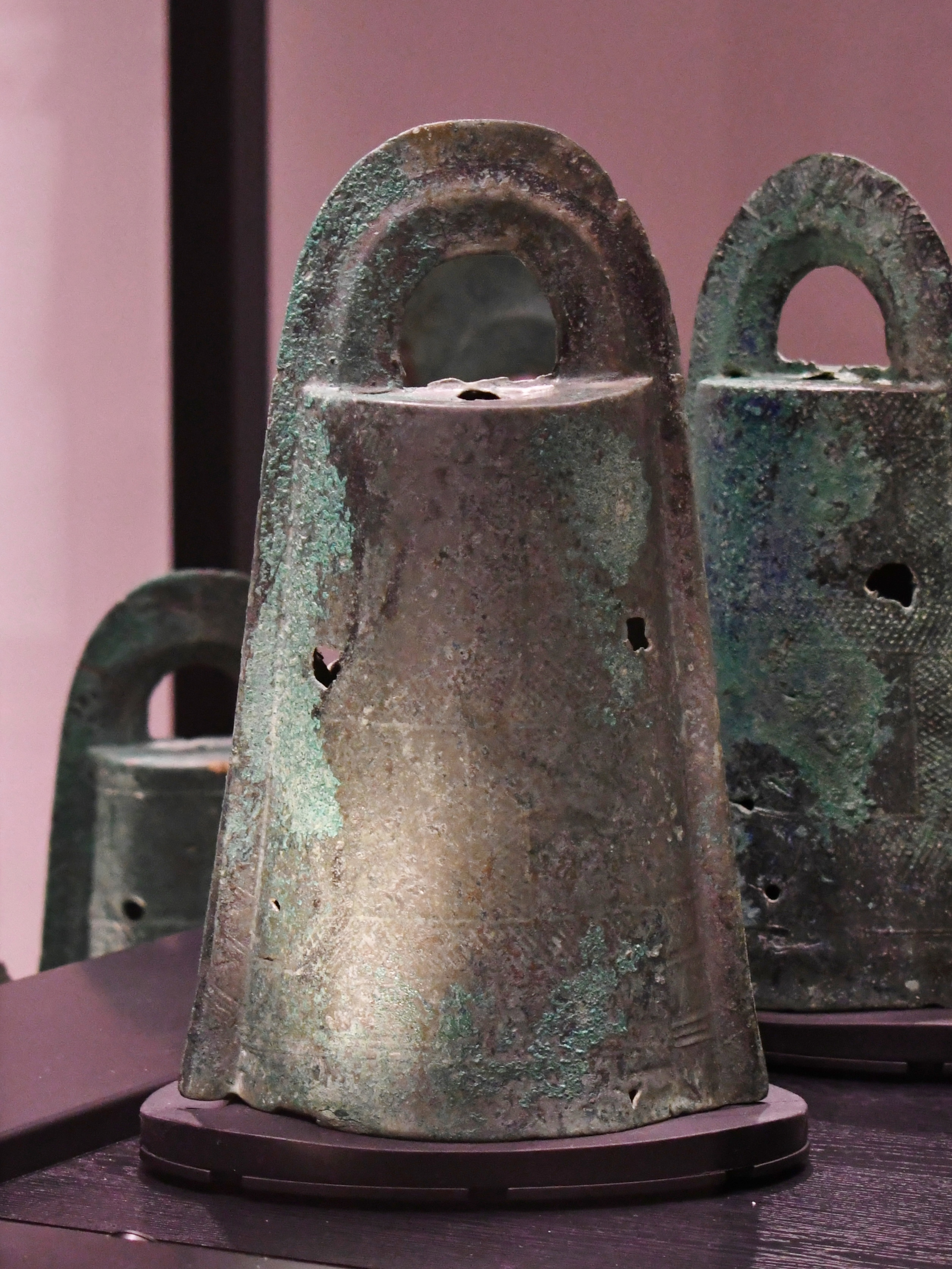
27号銅鐸
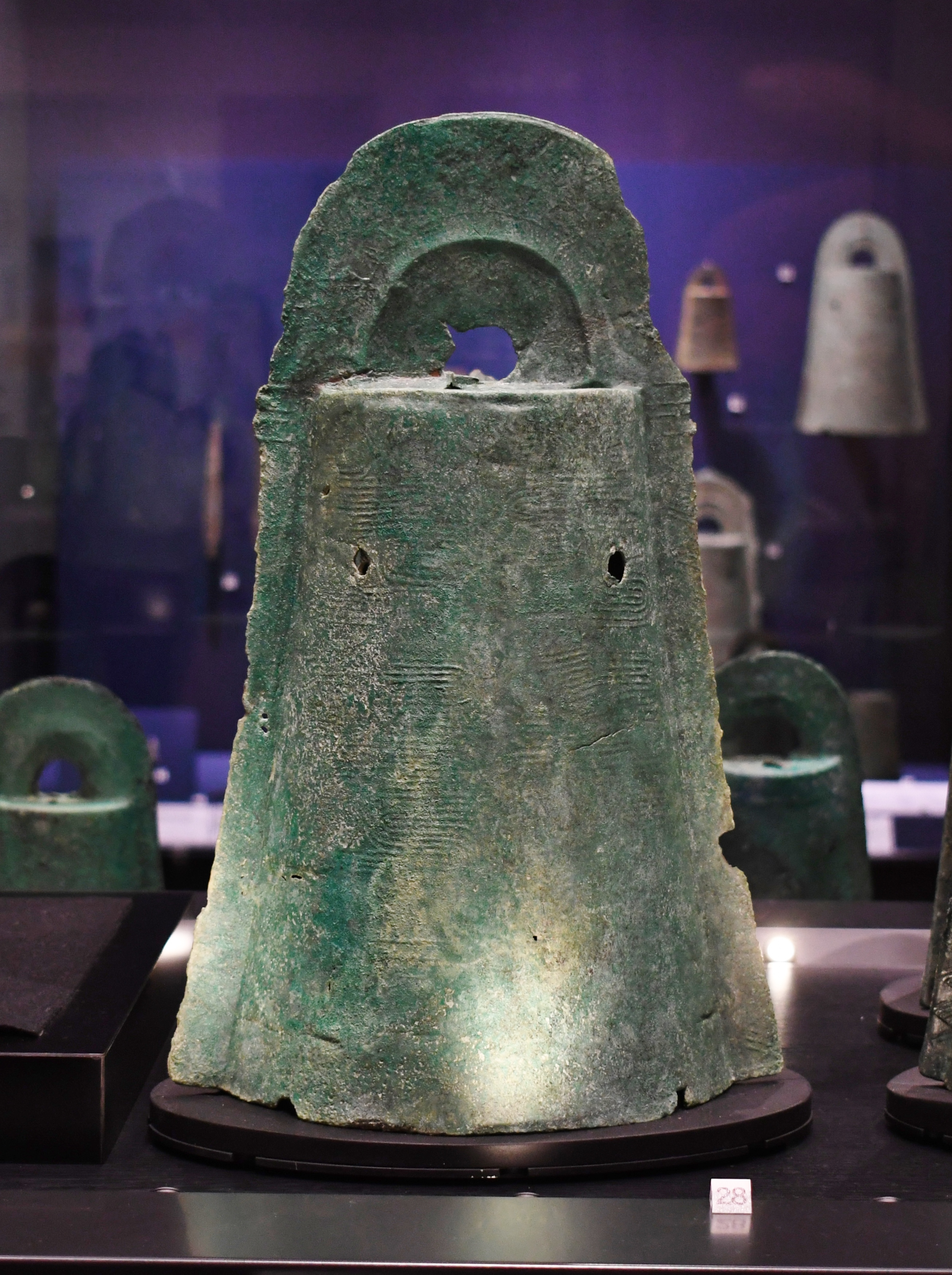
28号銅鐸
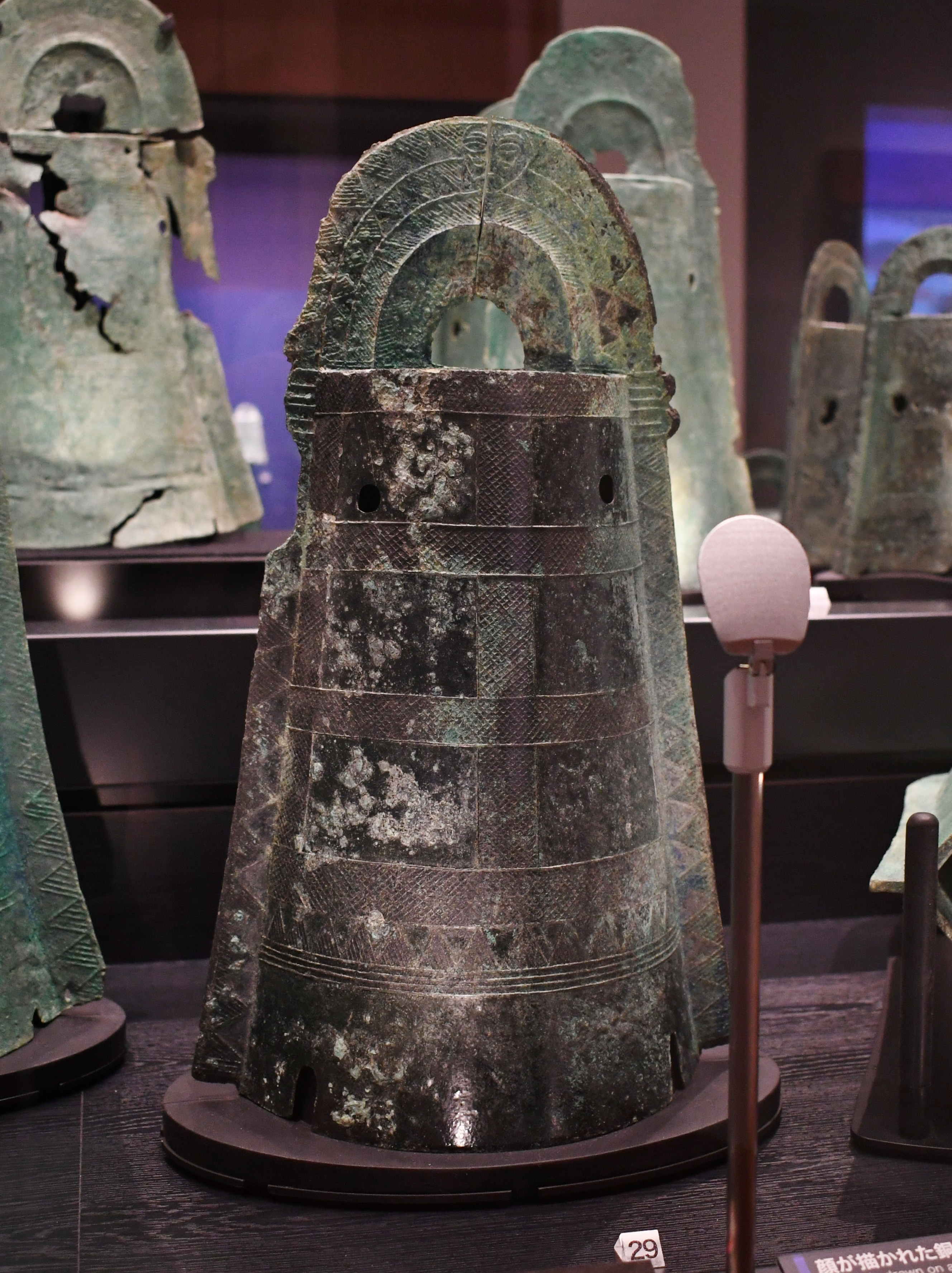
29号銅鐸
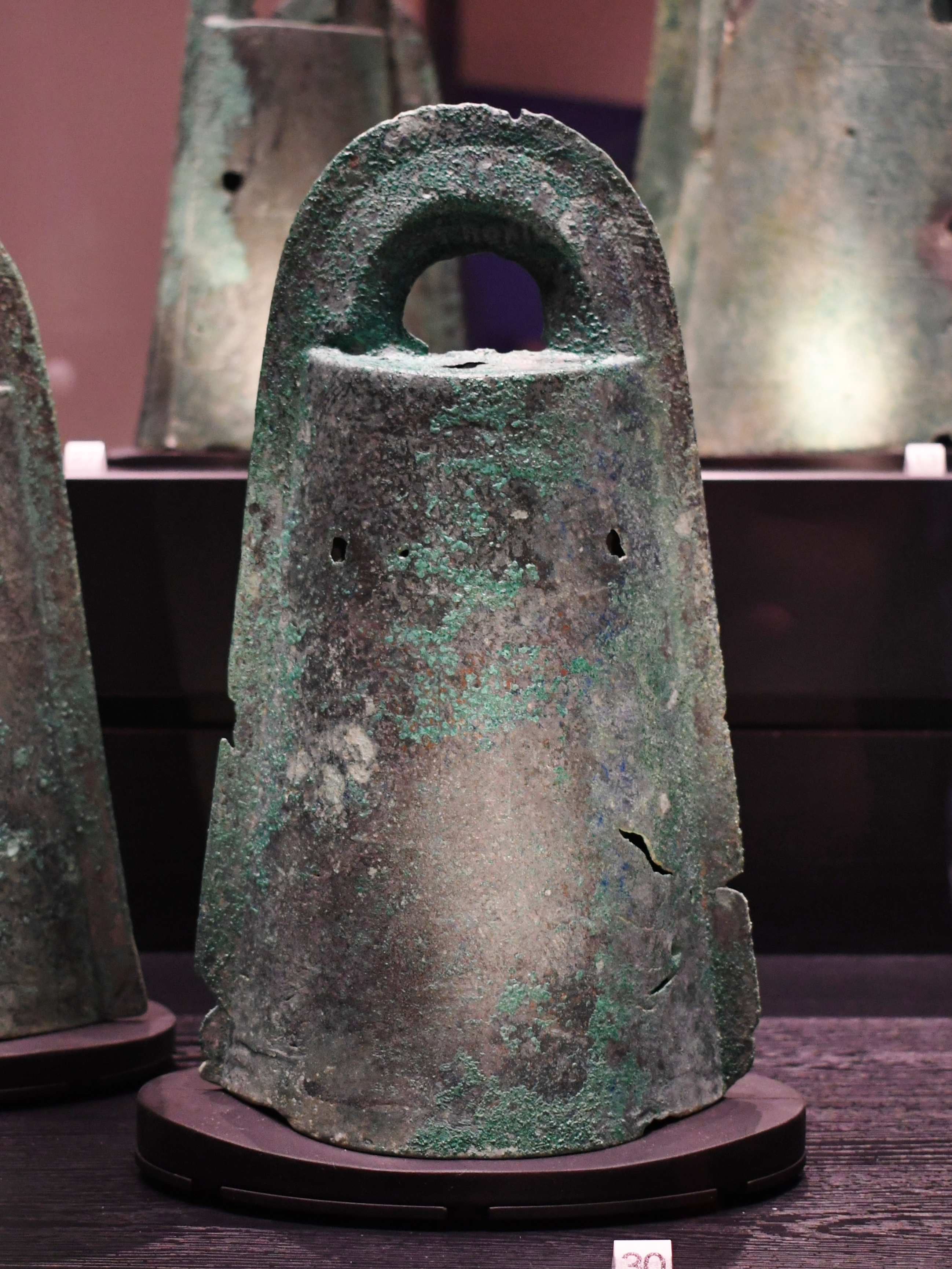
30号銅鐸
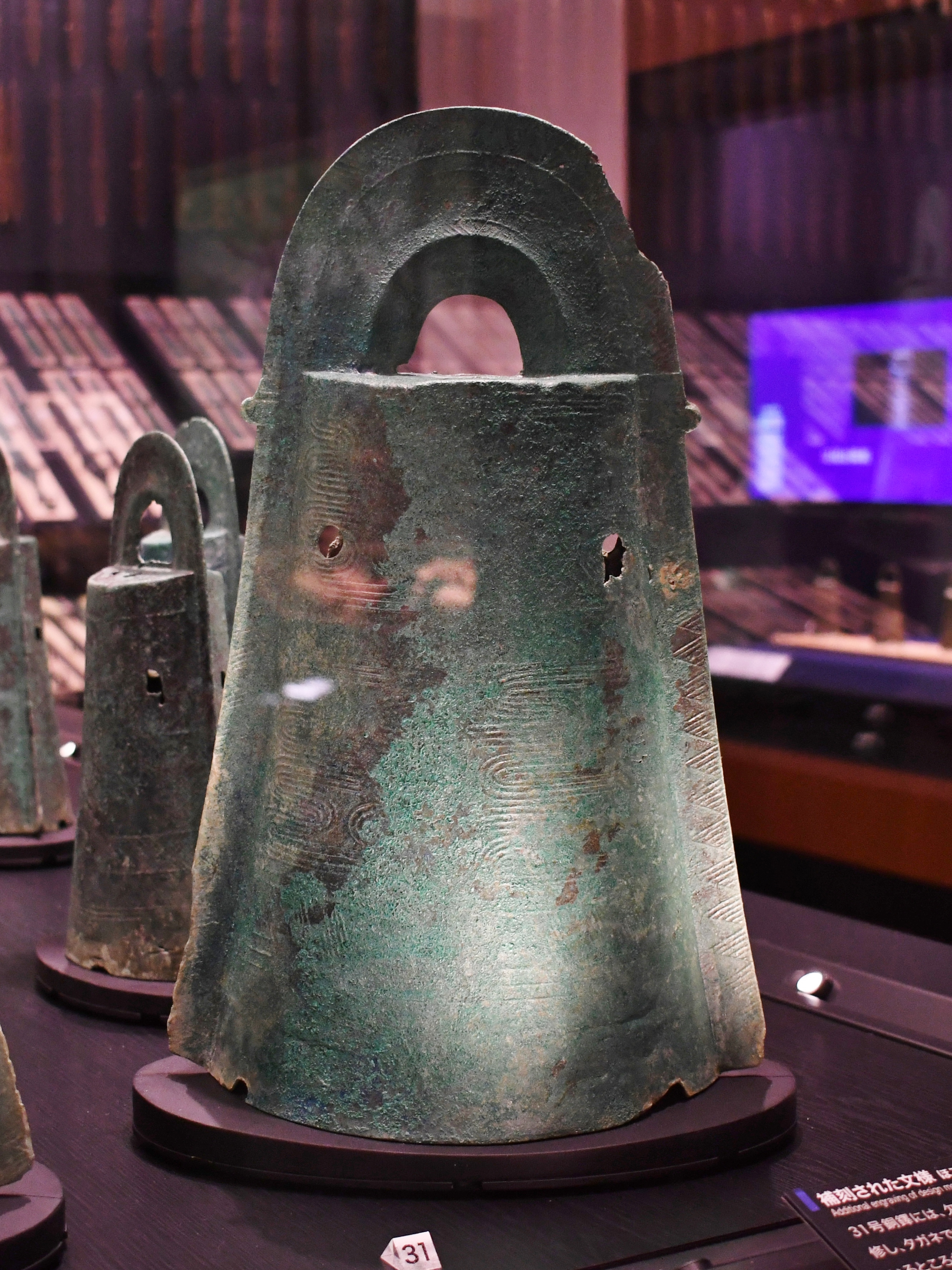
31号銅鐸
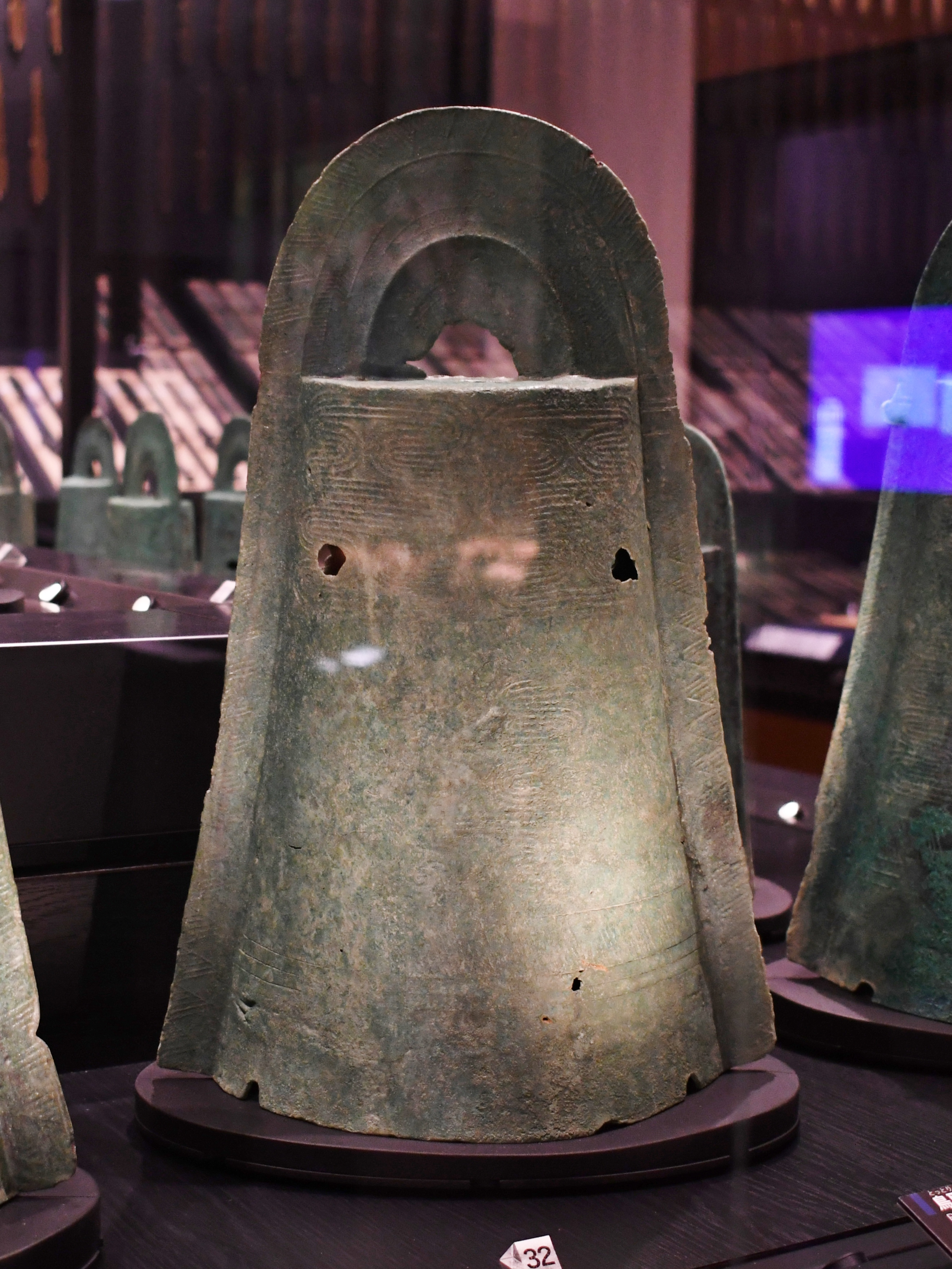
32号銅鐸
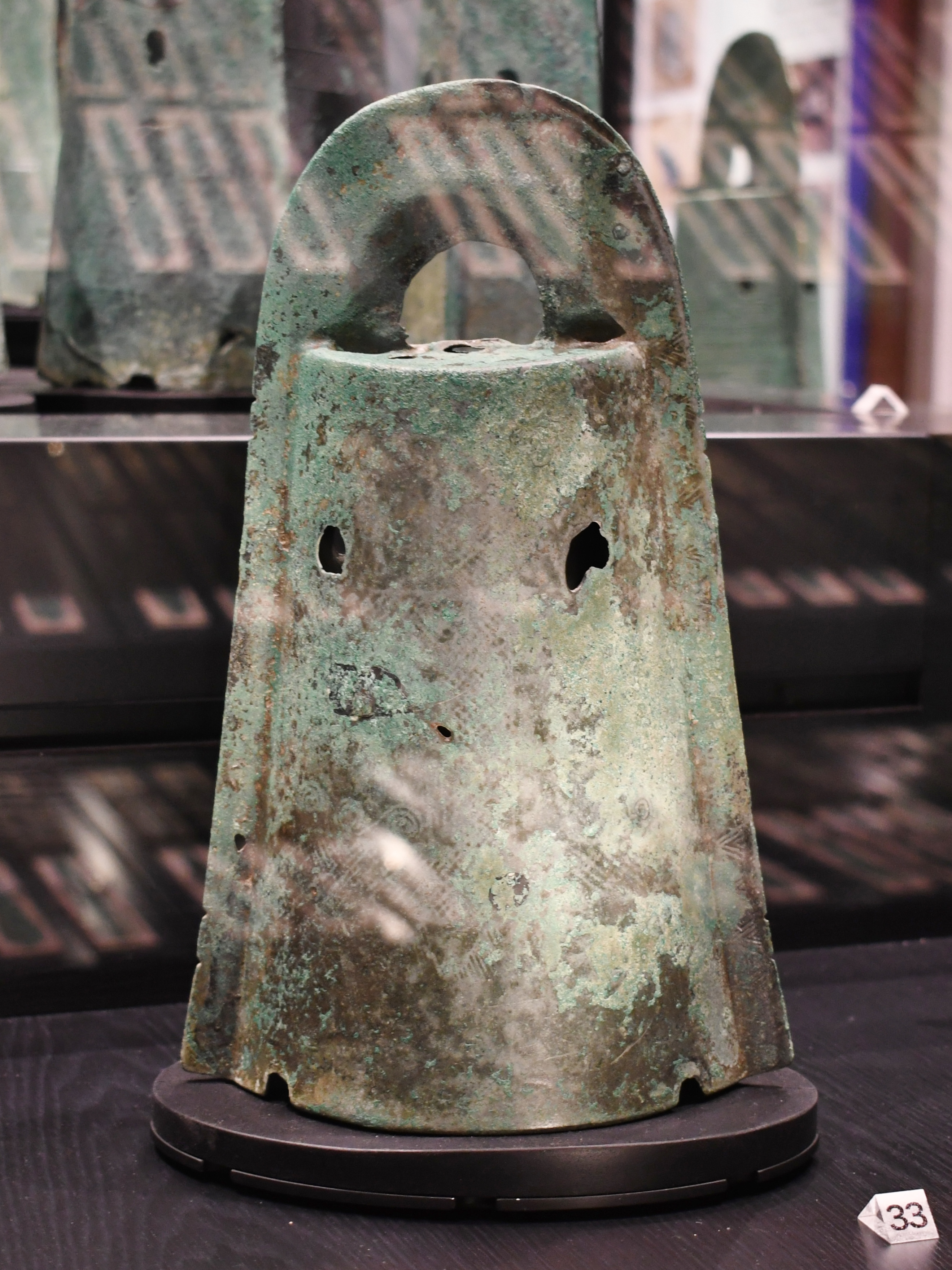
33号銅鐸
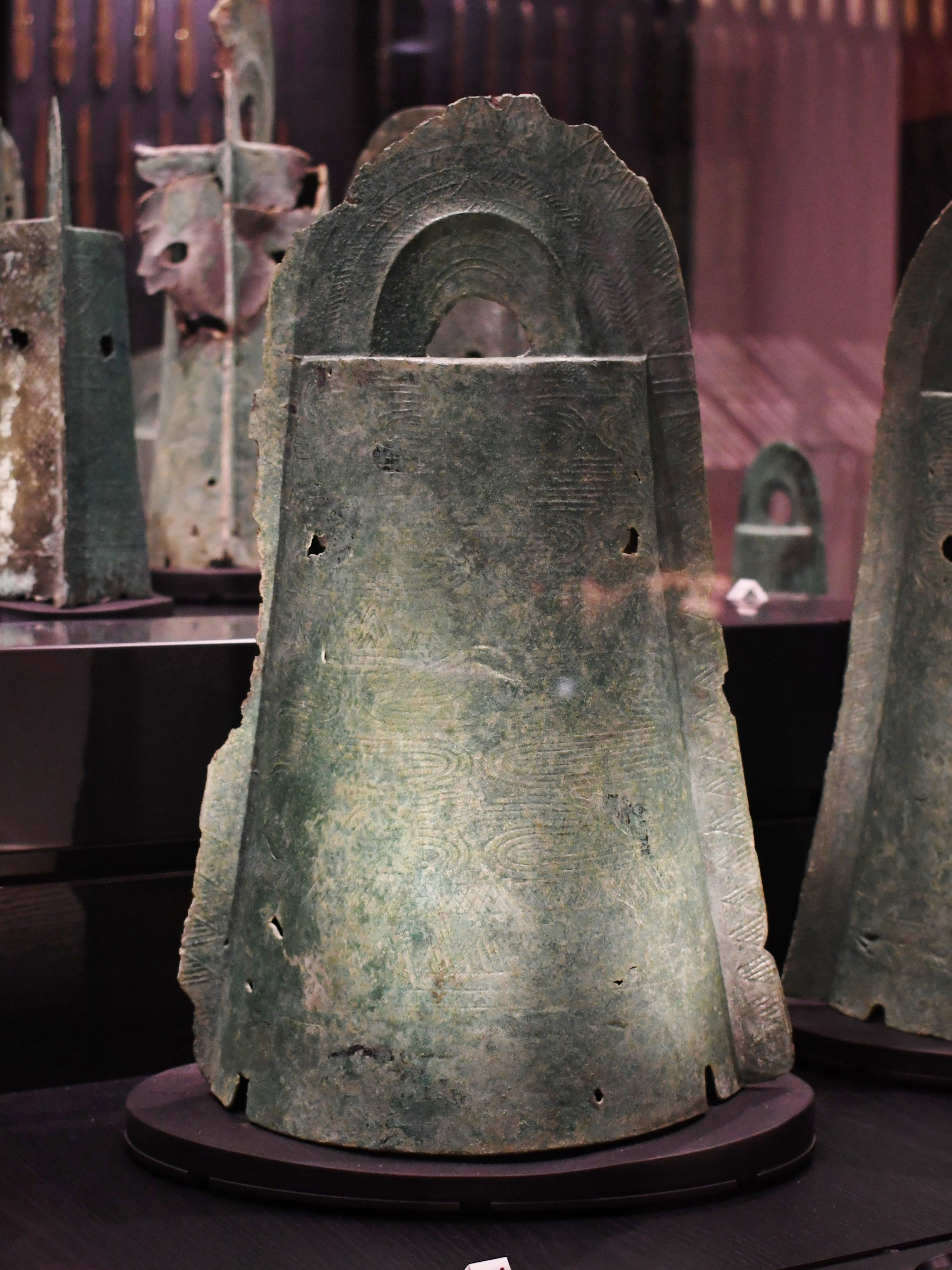
34号銅鐸
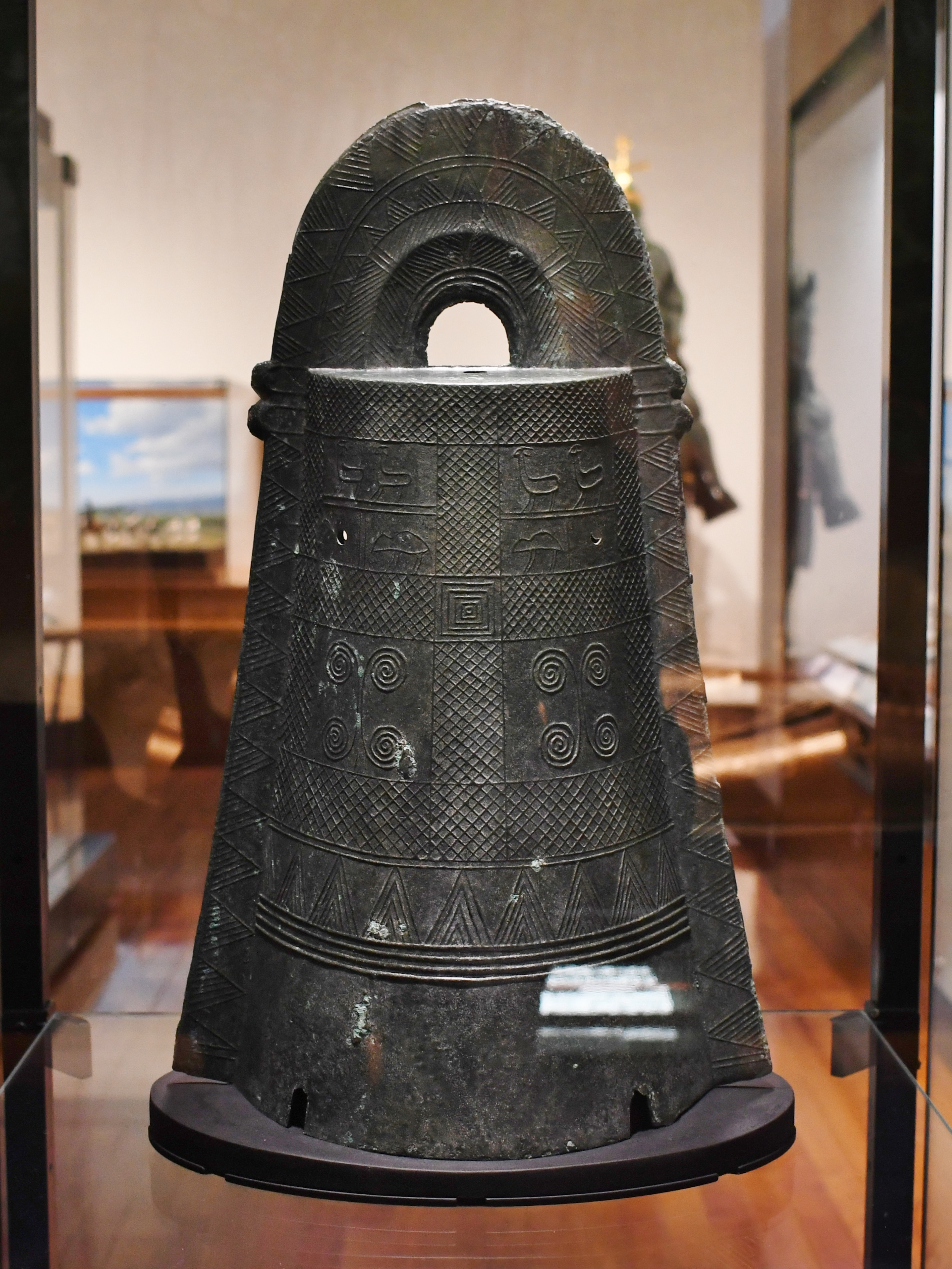
35号銅鐸
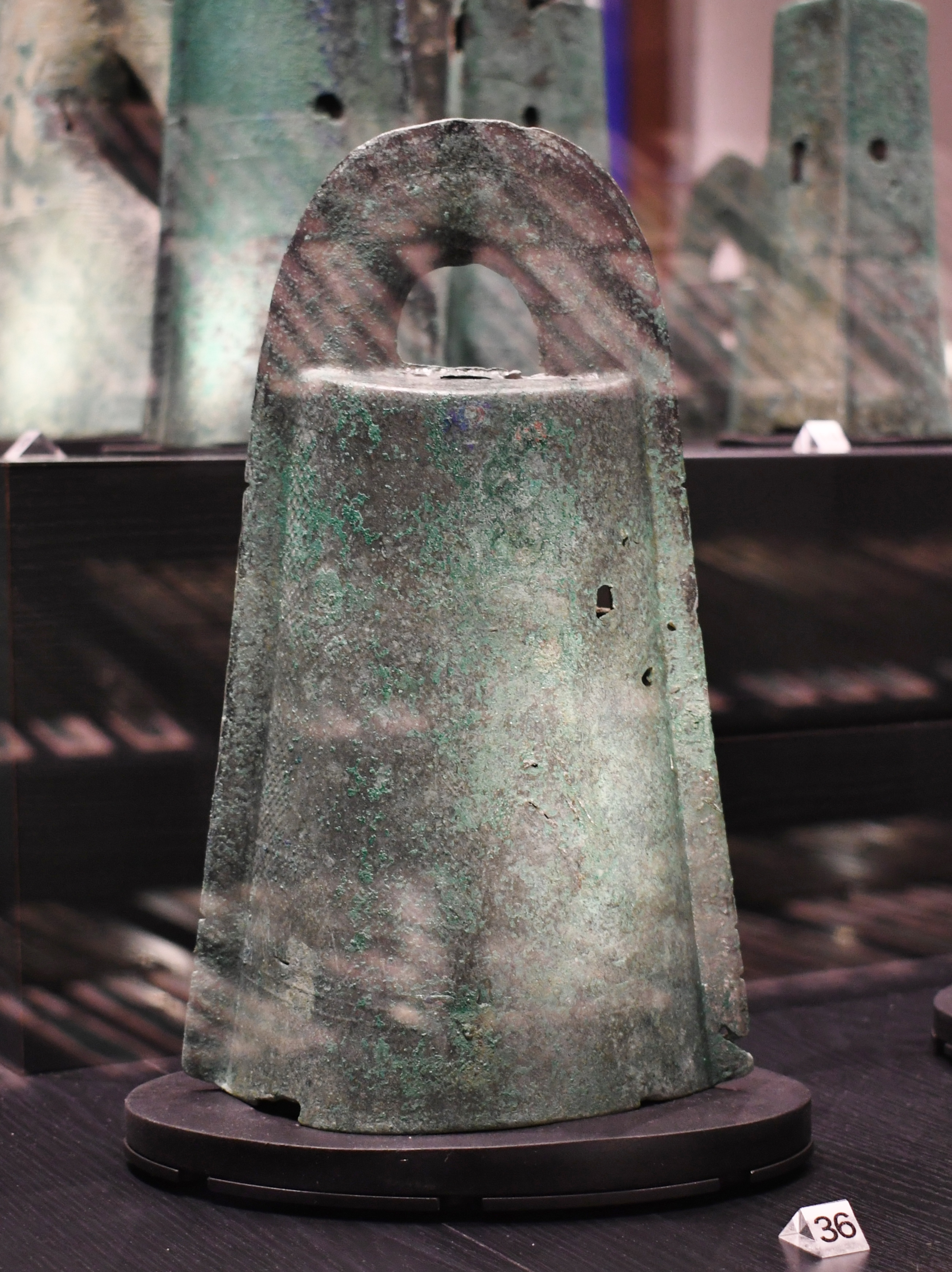
36号銅鐸
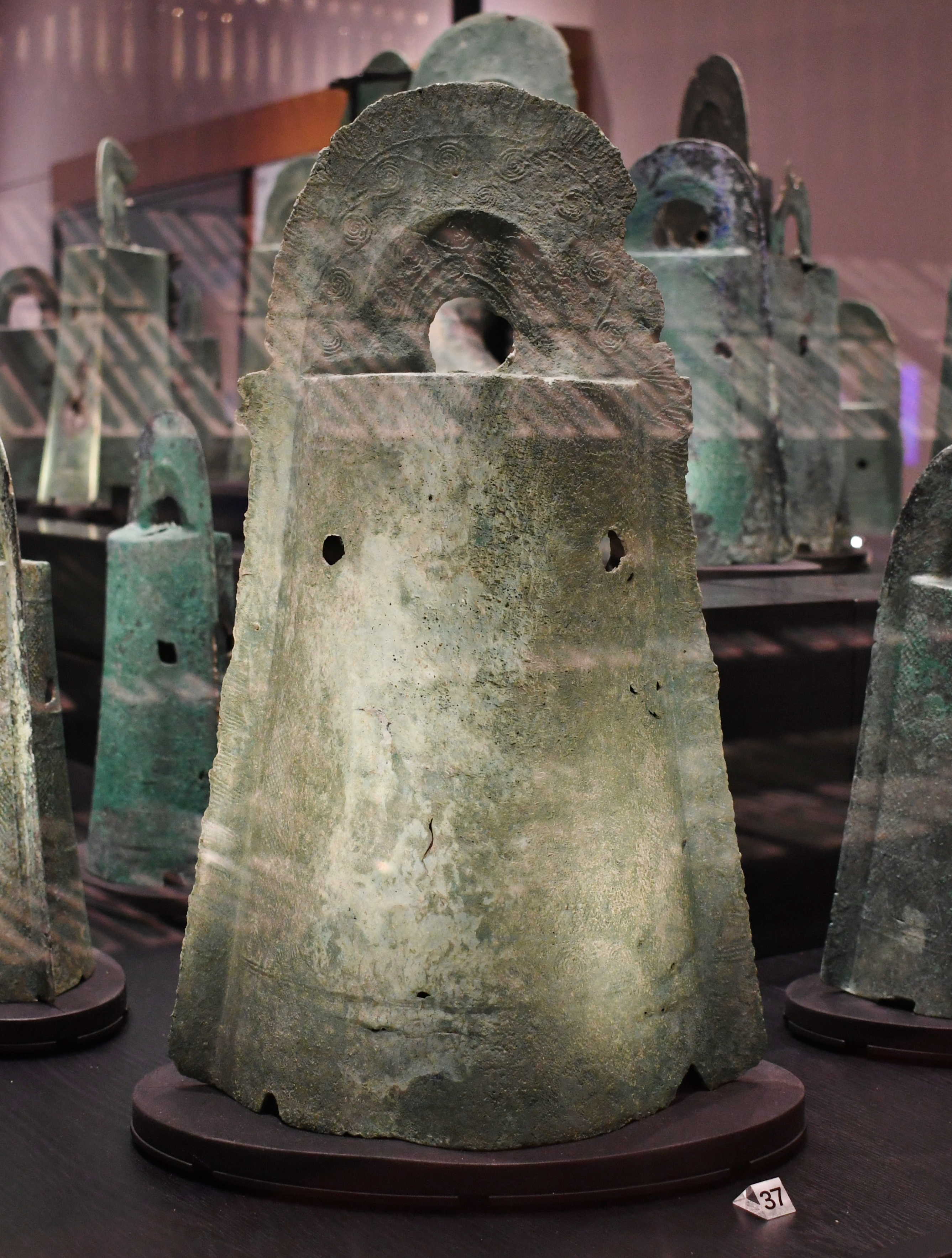
37号銅鐸
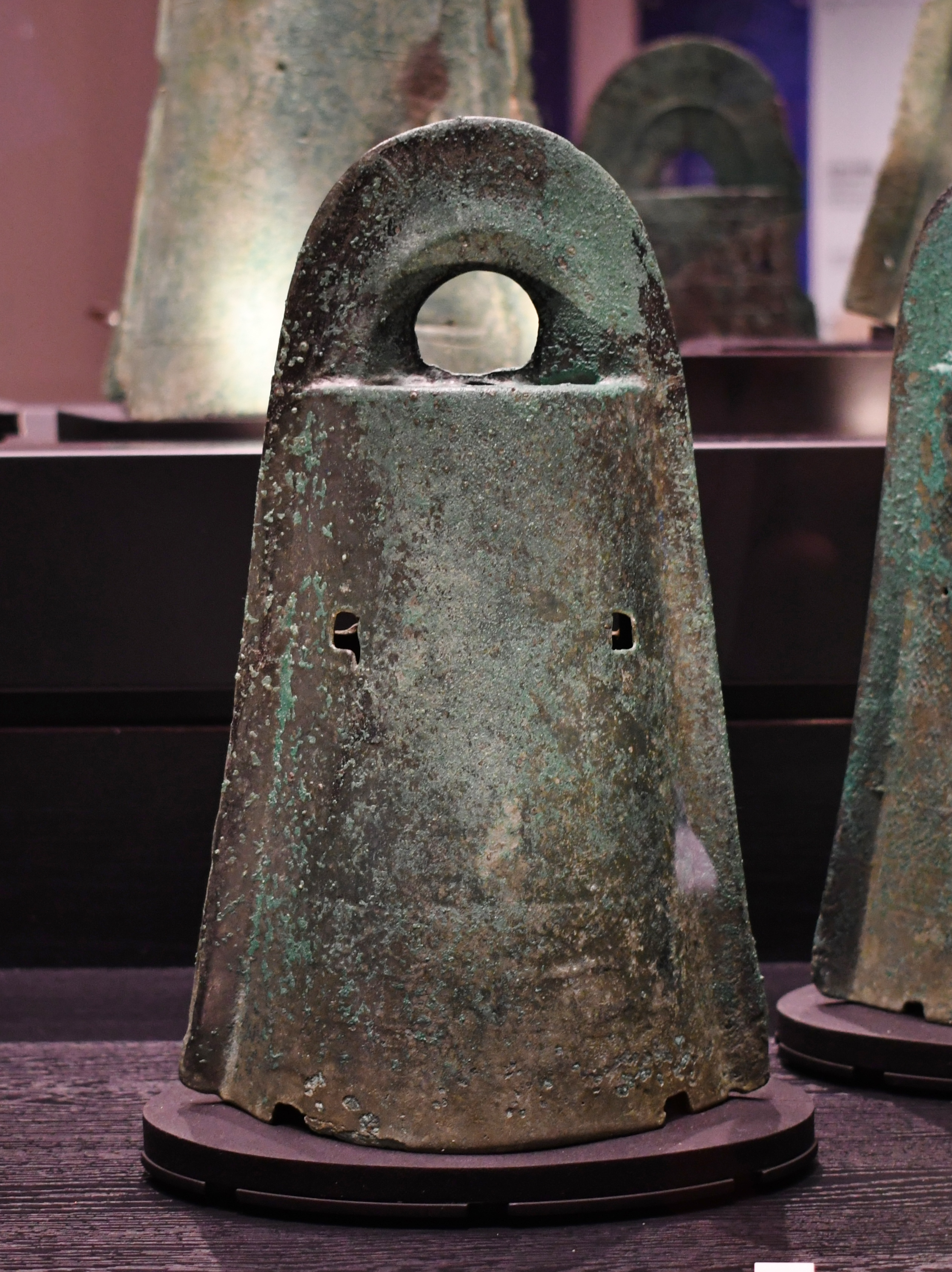
38号銅鐸
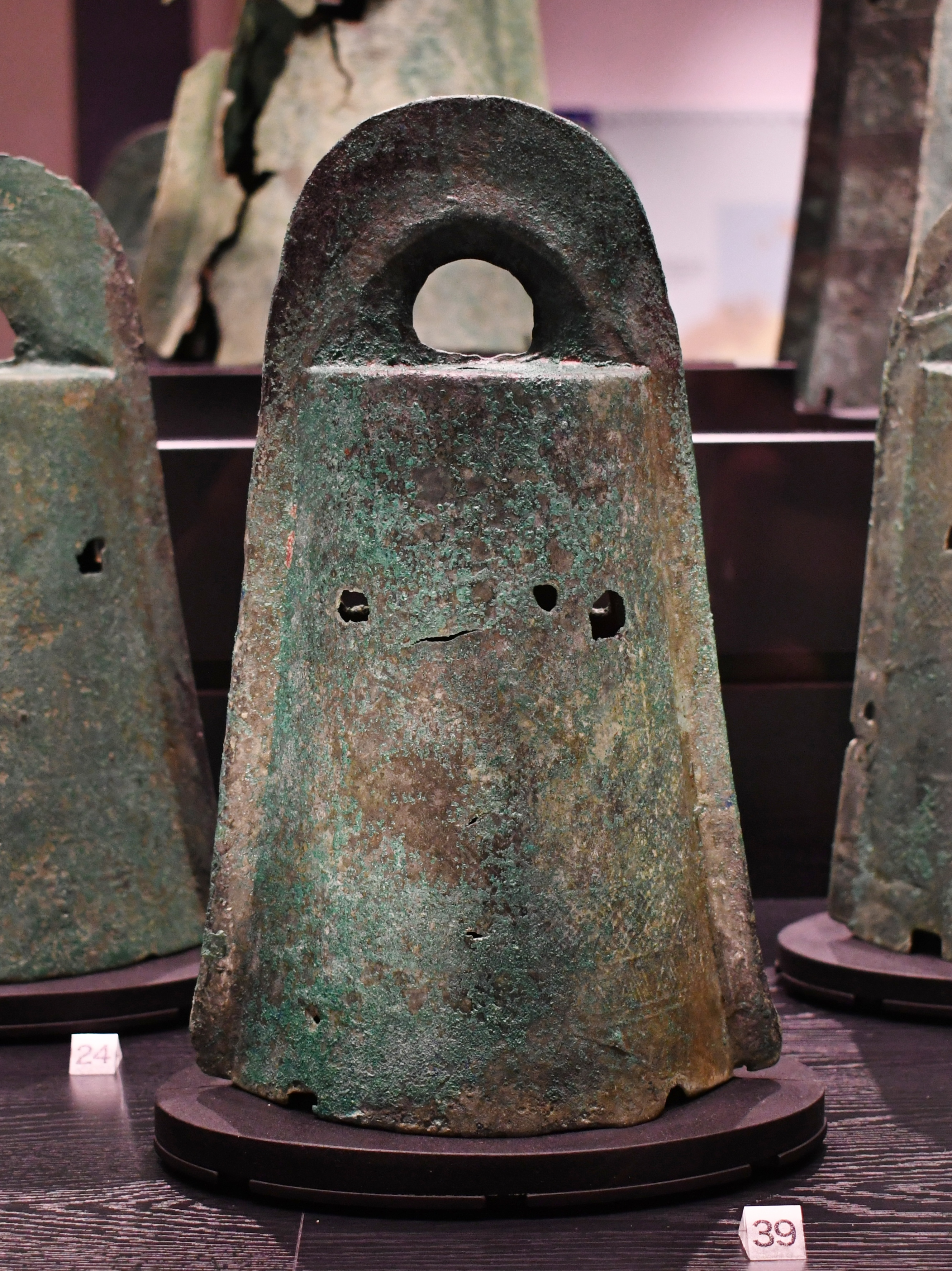
39号銅鐸

## 文化財

### 国宝
- 島根県加茂岩倉遺跡出土銅鐸 39口（考古資料） - 所有者は国（文化庁）、島根県立古代出雲歴史博物館保管。1999年（平成11年）6月7日に国の重要文化財に指定、2008年（平成20年）7月10日に国宝に指定[3]。

### 国の史跡
- 加茂岩倉遺跡 - 1999年（平成11年）1月14日指定[4]。